# Yuzuru Hanyū

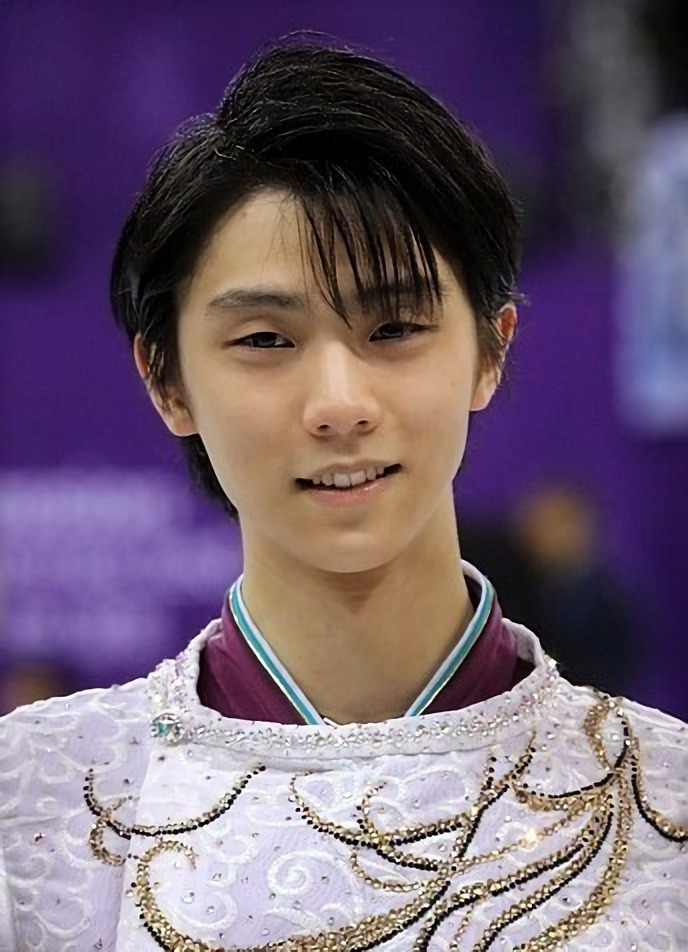
Yuzuru Hanyu (2018)

Yuzuru Hanyū (japanisch 羽生 結弦, Ha’nyū Yuzuru; * 7. Dezember 1994 in Sendai, Präfektur Miyagi) ist ein japanischer Eiskunstläufer und Eisshow-Produzent, der im Einzellauf startete und seit 2022 als Profi aktiv ist. (A1) Er ist der Olympiasieger von 2014 und 2018 sowie der Weltmeister von 2014 und 2017. Darüber hinaus ist Hanyū vierfacher Gewinner des Grand-Prix-Finals (2013–2016), sechsfacher japanischer Meister (2012–2015, 2020–2021), Gewinner der Vier-Kontinente-Meisterschaften 2020, Juniorenweltmeister 2010 und Sieger des Grand-Prix-Finals der Junioren 2009.
Hanyū ist der erste Olympiasieger aus Asien im Einzellauf der Herren und der jüngste seit Dick Button im Jahr 1948. Mit seinem zweiten Sieg bei den Winterspielen 2018 ist er der erste Läufer seit Button (1948 und 1952), der den Olympiasieg verteidigen konnte. Bei den Vier-Kontinente-Meisterschaften 2020 in Seoul komplettierte Hanyū als bislang einziger Läufer im Herreneinzel den „Super Slam“, den Gewinn aller internationalen Großtitel im Senioren- und Juniorenbereich. Als erster Läufer in der Geschichte durchbrach Hanyū die 100-Punkte-Barriere im Kurzprogramm, die 200-Punkte-Marke in der Kür und die 300-Punkte-Schranke in der Gesamtwertung. Bereits neunzehnmal in seiner Karriere setzte er neue Bestmarken im Herreneinzel. Im alten Wertungssystem (vor der Saison 2018/19) hält er alle drei historischen Rekorde. Keinem anderen Einzelläufer gelangen so viele Rekorde seit Einführung des ISU Wertungssystems im Jahr 2003. Im Jahr 2016 beim Autumn Classic International landete er als erster Läufer einen vierfachen Rittberger im internationalen Wettbewerb.
Seit Abschluss seiner Wettkampfkarriere im Jahr 2022 produziert Hanyū seine eigenen Eisshows, in denen er teils allein, teils mit Gästen auftritt. Seine Eisshow Prologue (2022) war die erste Soloshow-Produktion und die RE_PRAY Tour (2023–24) die erste Solo-Tour in der Geschichte des Eiskunstlaufs. Im Februar 2023 präsentierte Hanyū seine Show Gift im Tokyo Dome vor einer Eisshow-Rekordkulisse mit 35.000 Zuschauern. Im Dezember 2024 kam seine dritte große Solo-Eisshow Echoes of Life in der Saitama Super Arena zur Premiere, die wieder als Tour an mehreren Aufführungsorten stattfinden wird.
In Anerkennung seiner herausragenden Leistungen erhielt Hanyū eine Vielzahl von Preisen. Zu den wichtigsten Auszeichnungen zählen der People's Honour Award im Jahr 2018 sowie die japanische Ehrenmedaille mit violettem Band in 2014 und 2018. Darüber hinaus gewann er den Preis für den wertvollsten Eiskunstläufer (Most Valuable Skater) beim Debüt der ISU Skating Awards 2020.

## Kindheit und erste Erfolge
Hanyū ist im Bezirk Izumi-ku der japanischen Großstadt Sendai geboren und aufgewachsen. Seit seiner Geburt leidet er unter einer Asthmaerkrankung, die ihn im Sport und im Lebensalltag einschränkt. Eiskunstlauf als Hallensportart bot eine günstige Umgebung, um seine Krankheit zu überwinden. So begann Hanyū im Alter von vier Jahren mit dem Eislaufen und begleitete seine ältere Schwester Saya zu ihren Übungsstunden. Sein damaliger Trainer, Shoichiro Tsuzuki, erkannte schnell sein außergewöhnliches Talent und Potential.
In den folgenden Jahren besserte sich Hanyūs Gesundheitszustand, allerdings haderte er mit seiner Motivation im Training und sein Vater schlug ihm mehrfach vor, zum Baseballsport zu wechseln. Nach eifriger Überlegung entschied sich Hanyū jedoch, beim Eiskunstlauf zu bleiben. Das Duell zwischen Alexei Jagudin und Jewgeni Pljuschtschenko bei den Olympischen Winterspielen 2002 in Salt Lake City inspirierte und bestärkte ihn in seiner Entscheidung. In 2004 gewann er zum ersten Mal die japanischen Meisterschaften im Nachwuchsbereich (Kategorie B). Wenig später wurde seine Eislaufschule aufgrund finanzieller Probleme geschlossen und Hanyū musste auf andere Trainingseinrichtungen ausweichen. In dieser Zeit wurde Nanami Abe seine neue Trainerin. 2007 gewann er die japanischen Nachwuchsmeisterschaften in der Kategorie A und holte Bronze bei den Juniorenmeisterschaften.

## Karriere

### Erfolge bei den Junioren

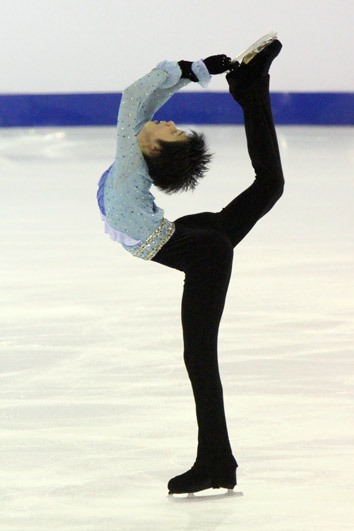
Hanyū bei der Junioren-WM 2010 in Den Haag

Im Jahr 2008 gab Hanyū sein internationales Debüt im Juniorenbereich. Bei seinem ersten Junior Grand Prix im italienischen Meran belegte er den fünften Platz. Im selben Jahr gewann er als jüngster Läufer mit nur 13 Jahren die japanischen Juniorenmeisterschaften. Damit qualifizierte er sich für die Junioren-WM 2009 und erhielt eine Einladung zu den japanischen Seniorenmeisterschaften, wo er den achten Platz erreichte. Bei der Juniorenweltmeisterschaft in Sofia wurde er Elfter im Kurzprogramm, Dreizehnter in der Kür und Zwölfter in der Gesamtwertung.
Die Saison 2009/10 eröffnete Hanyū mit zwei Siegen in der Junior Grand Prix Serie in Polen und Kroatien und qualifizierte sich als höchstgesetzter Läufer erstmals für das Grand Prix Finale der Junioren. Beim Grand Prix in Toruń stand er seinen ersten sauberen dreifachen Axel im internationalen Wettbewerb. Im November gewann er zum zweiten Mal in Folge die japanischen Juniorenmeisterschaften. Beim Grand Prix Finale in Tokio belegte Hanyū nach dem Kurzprogramm den dritten Rang, konnte mit einer persönlichen Bestleistung in der Kür dennoch seinen ersten großen internationalen Titel gewinnen. Auch bei den japanischen Seniorenmeisterschaften gelang ihm ein starkes Comeback vom dreizehnten auf den sechsten Platz. Hanyū beendete die Saison mit einem Sieg bei der Junioren-WM in Den Haag und blieb damit ungeschlagen in allen Juniorenwettbewerben. Mit 15 Jahren war er der jüngste und insgesamt vierte Japaner, der den Weltmeistertitel bei den Junioren gewann.

### Saison 2010/11: Debüt im Seniorenbereich
| Geplantes Programm-Layout                                          | Geplantes Programm-Layout | Geplantes Programm-Layout | Geplantes Programm-Layout | Geplantes Programm-Layout | Geplantes Programm-Layout |
| Kurzprogramm                                                       | Kurzprogramm              | Kurzprogramm              | Kür                       | Kür                       | Kür                       |
| #                                                                  | Element                   | Basiswert                 | #                         | Element                   | Basiswert                 |
| ------------------------------------------------------------------ | ------------------------- | ------------------------- | ------------------------- | ------------------------- | ------------------------- |
| 1                                                                  | 3A                        | 8,50                      | Erste Programmhälfte      | Erste Programmhälfte      | Erste Programmhälfte      |
| 2                                                                  | 3Lz+3T                    | 10,10                     | 1                         | 4T                        | 10,30                     |
| 3                                                                  | CCoSp                     | 3,50                      | 2                         | 3A                        | 8,50                      |
| 4                                                                  | 3F                        | 5,30                      | 3                         | 3F                        | 5,30                      |
| 5                                                                  | StSq                      | 3,90                      | 4                         | CSSp                      | 3,00                      |
| 6                                                                  | FCSp                      | 3,20                      | 5                         | 3Lz+2T                    | 7,30                      |
| 7                                                                  | CSSp                      | 3,00                      | 6                         | StSq                      | 3,90                      |
|                                                                    |                           |                           | Zweite Programmhälfte     |                           |                           |
| 7                                                                  | 3A+3T                     | 13,86*                    |                           |                           |                           |
| 8                                                                  | 3Lz+2T+2T                 | 9,46*                     |                           |                           |                           |
| 9                                                                  | 3Lo                       | 5,61*                     |                           |                           |                           |
| 10                                                                 | FCCoSp                    | 3,50                      |                           |                           |                           |
| 11                                                                 | ChSq                      | 2,00                      |                           |                           |                           |
| 12                                                                 | 3S                        | 4,62*                     |                           |                           |                           |
| 13                                                                 | CCoSp                     | 3,50                      |                           |                           |                           |
| Gesamt                                                             | Gesamt                    | 37,60                     | Gesamt                    | Gesamt                    | 80,85                     |
| * 10%-Bonus für Sprünge in der zweiten Programmhälfte einberechnet |                           |                           |                           |                           |                           |

Seinen ersten großen internationalen Auftritt bei den Senioren hatte er bei der Vier-Kontinente-Meisterschaft 2011 in Taipeh. Er gewann dort mit persönlicher Bestleistung von 228,01 Punkten die Silbermedaille hinter seinem Landsmann Daisuke Takahashi.

### Saison 2011/12: Erste Goldmedaille bei den Senioren und WM-Debüt
| Geplantes Programm-Layout                                          | Geplantes Programm-Layout | Geplantes Programm-Layout | Geplantes Programm-Layout | Geplantes Programm-Layout | Geplantes Programm-Layout |
| Kurzprogramm                                                       | Kurzprogramm              | Kurzprogramm              | Kür                       | Kür                       | Kür                       |
| #                                                                  | Element                   | Basiswert                 | #                         | Element                   | Basiswert                 |
| ------------------------------------------------------------------ | ------------------------- | ------------------------- | ------------------------- | ------------------------- | ------------------------- |
| 1                                                                  | 4T                        | 10,30                     | Erste Programmhälfte      | Erste Programmhälfte      | Erste Programmhälfte      |
| 2                                                                  | 3A                        | 8,50                      | 1                         | 4T                        | 10,30                     |
| 3                                                                  | FCSp                      | 3,20                      | 2                         | 3A                        | 8,50                      |
| 4                                                                  | 3Lz+3T                    | 10,10                     | 3                         | 3F                        | 5,30                      |
| 5                                                                  | StSq                      | 3,90                      | 4                         | FCSSp                     | 3,00                      |
| 6                                                                  | CSSp                      | 3,00                      | 5                         | 3Lz+2T                    | 7,30                      |
| 7                                                                  | CCoSp                     | 3,50                      | 6                         | StSq                      | 3,90                      |
|                                                                    |                           |                           | Zweite Programmhälfte     |                           |                           |
| 7                                                                  | 3A+3T                     | 13,86*                    |                           |                           |                           |
| 8                                                                  | 3Lz+2T+2T                 | 9,46*                     |                           |                           |                           |
| 9                                                                  | 3Lo                       | 5,61*                     |                           |                           |                           |
| 10                                                                 | CCoSp                     | 3,50                      |                           |                           |                           |
| 11                                                                 | ChSq                      | 2,00                      |                           |                           |                           |
| 12                                                                 | 3S                        | 4,62*                     |                           |                           |                           |
| 13                                                                 | FCCoSp                    | 3,50                      |                           |                           |                           |
| Gesamt                                                             | Gesamt                    | 42,50                     | Gesamt                    | Gesamt                    | 80,85                     |
| * 10%-Bonus für Sprünge in der zweiten Programmhälfte einberechnet |                           |                           |                           |                           |                           |

Die Saison begann für ihn mit einem Sieg bei der Nebelhorn Trophy. Das war die erste Goldmedaille seiner Karriere im Seniorenbereich. Beim Cup of Russia 2011 feierte Hanyū seinen ersten Grand-Prix-Sieg. Er verbesserte seine persönlichen Bestleistungen in Kurzprogramm, Kür und Gesamtleistung. Bei letzterer erreichte er 241,66 Punkte. Beim Grand-Prix-Finale, für das er sich erstmals qualifizieren konnte, verpasste er eine Medaille als Vierter nur knapp, steigerte aber seine persönlichen Bestleistungen in der Kür auf 166,49 Punkte und in der Gesamtleistung auf 245,82 Punkte.
Bei den japanischen Meisterschaften gelang es Hanyū erstmals, das Podium zu erreichen. Er errang die Bronzemedaille hinter Daisuke Takahashi und Takahiko Kozuka. Dies bedeutete die Qualifikation für die Weltmeisterschaft.

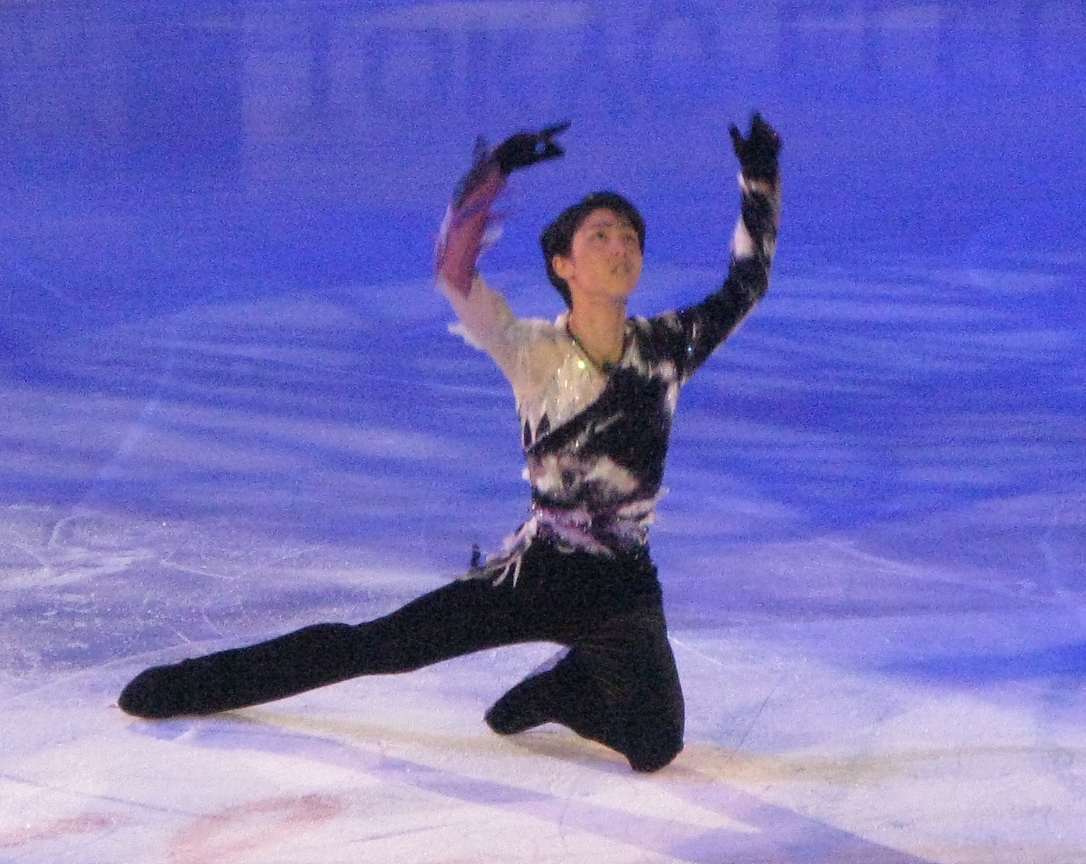
Weltmeisterschaft 2012.

Bei seinem Weltmeisterschaftsdebüt in Nizza hatte der erst 17-jährige nach dem Kurzprogramm noch auf dem siebten Rang gelegen, da er seinen Lutz nur einfach rotiert hatte, zeigte dann jedoch die beste Kür seines noch jungen Lebens. Zur Filmmusik von Romeo und Julia und Escape aus Plunkett & Macleane begann er mit einem sicheren und schönen vierfachen Toeloop und stand alle weiteren Sprünge, darunter acht Dreifachsprünge, ohne Fehl und Tadel. Er bekam keine einzige negative Bewertung zur Ausführung seiner Elemente (GOE). Lediglich im Laufschritt stürzte er einmal, was das Gesamtbild jedoch nicht negativ beeinflusste. Seine künstlerisch reife und hoch emotional wirkende Kür brachte ihm stehende Ovationen und lautstarke Bewunderungsrufe des Publikums. Hanyū selbst konnte seine Leistung kaum fassen und bekam nach der Kür einen Weinkrampf. Seine Kür wurde als zweitbeste des Feldes gewertet, er schlug sogar seinen Landsmann Takahashi um 0,05 Punkte in diesem Segment und wurde insgesamt mit der Bronzemedaille belohnt. Hanyū steigerte seine persönliche Bestleistung in der Kür und durchbrach mit seinen 251,06 Punkten in der Gesamtleistung zum ersten Mal die 250-Punkte-Marke. Durch Hanyūs Bronzemedaille und Takahashis Silbermedaille konnte Japan zum ersten Mal in der Geschichte der Herrenkonkurrenz bei Eiskunstlaufweltmeisterschaften bei einer WM zwei Medaillen erringen.

### Saison 2012/13: Erster Weltrekord und Sieg bei den japanischen Meisterschaften
| Geplantes Programm-Layout                                          | Geplantes Programm-Layout | Geplantes Programm-Layout | Geplantes Programm-Layout | Geplantes Programm-Layout | Geplantes Programm-Layout |
| Kurzprogramm                                                       | Kurzprogramm              | Kurzprogramm              | Kür                       | Kür                       | Kür                       |
| #                                                                  | Element                   | Basiswert                 | #                         | Element                   | Basiswert                 |
| ------------------------------------------------------------------ | ------------------------- | ------------------------- | ------------------------- | ------------------------- | ------------------------- |
| Erste Programmhälfte                                               | Erste Programmhälfte      | Erste Programmhälfte      | Erste Programmhälfte      | Erste Programmhälfte      | Erste Programmhälfte      |
| 1                                                                  | 4T                        | 10,30                     | 1                         | 4T                        | 10,30                     |
| 2                                                                  | FCSp                      | 3,20                      | 2                         | 4S                        | 10,50                     |
| 3                                                                  | CSSp                      | 3,00                      | 3                         | 3F                        | 5,30                      |
| Zweite Programmhälfte                                              | Zweite Programmhälfte     | Zweite Programmhälfte     | 4                         | FCCoSp                    | 3,50                      |
| 4                                                                  | 3A                        | 9,35*                     | 5                         | StSq                      | 3,90                      |
| 5                                                                  | 3Lz+3T                    | 11,11*                    | Zweite Programmhälfte     | Zweite Programmhälfte     | Zweite Programmhälfte     |
| 6                                                                  | StSq                      | 3,90                      | 6                         | 3A+3T                     | 13,86*                    |
| 7                                                                  | CCoSp                     | 3,50                      | 7                         | 3A+2T                     | 10,78*                    |
|                                                                    |                           |                           | 8                         | 3Lo                       | 5,61*                     |
| 9                                                                  | 3Lz+2T+2T                 | 9,46*                     |                           |                           |                           |
| 10                                                                 | 3Lz                       | 6,60*                     |                           |                           |                           |
| 11                                                                 | ChSq                      | 2,00                      |                           |                           |                           |
| 12                                                                 | CCoSp                     | 3,50                      |                           |                           |                           |
| 13                                                                 | FCSSp                     | 3,00                      |                           |                           |                           |
| Gesamt                                                             | Gesamt                    | 44,36                     | Gesamt                    | Gesamt                    | 88,31                     |
| * 10%-Bonus für Sprünge in der zweiten Programmhälfte einberechnet |                           |                           |                           |                           |                           |

Hanyū begann die Saison mit einem Sieg bei der Finlandia Trophy. Dabei zeigte er zum ersten Mal in einem Wettbewerb einen vierfachen Salchow. Seinen ersten Grand-Prix-Auftritt der Saison bestritt er bei Skate America. Dort stellte er im Kurzprogramm mit 95,07 Punkten einen neuen Weltrekord auf. Er zeigte einen vierfachen Toeloop, einen mühelos gesprungenen dreifachen Axel sowie eine Dreifach-Lutz-Dreifach-Toeloop-Kombination. Die beiden letztgenannten Elemente sprang er erst in der zweiten Hälfte seinen Kurzprogramms, was Bonuspunkte einbringt. Obwohl Hanyūs Augenmerk nach eigenem Bekunden auf den technischen Komponenten lag, bekam er auch eine hohe Punktzahl im künstlerischen Bereich. Seinen großen Vorsprung aus dem Kurzprogramm konnte Hanyū jedoch nicht über die Kür retten. Er fiel dreimal und musste seinem Landsmann Takahiko Kozuka die Goldmedaille überlassen. Bei seinem zweiten Grand-Prix-Wettbewerb, der NHK Trophy, verbesserte Hanyū seinen bei Skate America erreichten Punkteweltrekord im Kurzprogramm auf 95,32 Punkte. Zur Musik „Parisian Walkways“ von Gary Moore zeigte er sich solide in seinen Sprüngen sowie sicher und flüssig in seiner Fußarbeit. Für jedes Element bekam er von allen neun Punktrichtern positive Bewertungen im Ausführungsgrad (GOE). Seine Pirouetten wurden mit dem Höchstlevel 4 bewertet. In der Kür machte Hanyū wie schon bei Skate America Fehler, konnte diesmal jedoch seine Führung verteidigen und so in seiner Heimatstadt die Goldmedaille erringen. Im Grand-Prix-Finale errang der junge Japaner die Silbermedaille hinter seinem Landsmann Daisuke Takahashi. Dabei stellte er persönliche Bestleistungen in der Kür (177,12 Punkte) und der Gesamtleistung (264,29 Punkte) auf.
Am 22. Dezember 2012 wurde Yuzuru Hanyū in Sapporo zum ersten Mal japanischer Meister.
Die Vier-Kontinente-Meisterschaft 2013 beendete Hanyū, wie schon zwei Jahre zuvor, mit dem Gewinn der Silbermedaille. Er unterlag dem Überraschungssieger Kevin Reynolds. Nach diesem Wettbewerb zog sich der Japaner eine Knieverletzung zu und erkrankte an der Grippe. Deutlich geschwächt reichte es für ihn bei der Weltmeisterschaft im kanadischen London zum vierten Platz.

### Saison 2013/14: Triple-Gewinn von Grand-Prix-Finale, Olympia und Weltmeisterschaft
| Geplantes Programm-Layout                                          | Geplantes Programm-Layout | Geplantes Programm-Layout | Geplantes Programm-Layout | Geplantes Programm-Layout | Geplantes Programm-Layout |
| Kurzprogramm                                                       | Kurzprogramm              | Kurzprogramm              | Kür                       | Kür                       | Kür                       |
| #                                                                  | Element                   | Basiswert                 | #                         | Element                   | Basiswert                 |
| ------------------------------------------------------------------ | ------------------------- | ------------------------- | ------------------------- | ------------------------- | ------------------------- |
| Erste Programmhälfte                                               | Erste Programmhälfte      | Erste Programmhälfte      | Erste Programmhälfte      | Erste Programmhälfte      | Erste Programmhälfte      |
| 1                                                                  | 4T                        | 10,30                     | 1                         | 4S                        | 10,50                     |
| 2                                                                  | FCSp                      | 3,20                      | 2                         | 4T                        | 10,30                     |
| 3                                                                  | CSSp                      | 3,00                      | 3                         | 3F                        | 5,30                      |
| Zweite Programmhälfte                                              | Zweite Programmhälfte     | Zweite Programmhälfte     | 4                         | StSq                      | 3,90                      |
| 4                                                                  | 3A                        | 9,35*                     | 5                         | FCCoSp                    | 3,50                      |
| 5                                                                  | 3Lz+3T                    | 11,11*                    | Zweite Programmhälfte     | Zweite Programmhälfte     | Zweite Programmhälfte     |
| 6                                                                  | StSq                      | 3,90                      | 6                         | 3A+3T                     | 13,86*                    |
| 7                                                                  | CCoSp                     | 3,50                      | 7                         | 3A+2T                     | 10,78*                    |
|                                                                    |                           |                           | 8                         | 3Lo                       | 5,61*                     |
| 9                                                                  | 3Lz+1Lo+3S                | 11,77*                    |                           |                           |                           |
| 10                                                                 | 3Lz                       | 6,60*                     |                           |                           |                           |
| 11                                                                 | ChSq                      | 2,00                      |                           |                           |                           |
| 12                                                                 | FCSSp                     | 3,00                      |                           |                           |                           |
| 13                                                                 | CCoSp                     | 3,50                      |                           |                           |                           |
| Gesamt                                                             | Gesamt                    | 44,36                     | Gesamt                    | Gesamt                    | 90,62                     |
| * 10%-Bonus für Sprünge in der zweiten Programmhälfte einberechnet |                           |                           |                           |                           |                           |

In seine erste olympische Saison startete Hanyū mit zweiten Plätzen bei seinen beiden Grand-Prix-Wettbewerben, Skate Canada sowie der Trophée Eric Bompard. Damit qualifizierte er sich für das Grand-Prix-Finale in Fukuoka, bei dem er einen neuen Punkteweltrekord von 99,84 Punkten im Kurzprogramm aufstellte und erstmals in seiner Karriere Gold gewann.
Im Dezember 2013 verteidigte Hanyū seinen Titel bei den japanischen Meisterschaften.
Sein Debüt bei Olympischen Spielen begann für Hanyū mit einem neuen Punkteweltrekord von 101,45 Punkten im Kurzprogramm. Als erster Eiskunstläufer durchbrach er damit die Marke von 100 Punkten in diesem Segment. In der Kür machte der Japaner Fehler, die sein nach ihm startender Konkurrent Patrick Chan jedoch nicht nutzen konnte. Hanyū gewann somit auch dieses Segment und wurde der erste japanische Olympiasieger im Eiskunstlauf der Herren. Dem Japaner gelang dies als jüngstem Eiskunstläufer seit Richard Button 1948.
Bei der Weltmeisterschaft im heimischen Saitama lag Hanyū nach dem Kurzprogramm hinter seinem Landsmann Tatsuki Machida und seinem Trainingskollegen Javier Fernández. Mit einer Energieleistung, die ihm nach den Olympischen Spielen nur von wenigen zugetraut wurde, gelang es ihm jedoch, den Rückstand wettzumachen und sich mit einem Vorsprung von 0,33 Punkten vor Machida seinen ersten Weltmeistertitel zu sichern.

### Saison 2014/15: Zweiter Erfolg im Grand-Prix-Finale
| Geplantes Programm-Layout                                          | Geplantes Programm-Layout | Geplantes Programm-Layout | Geplantes Programm-Layout | Geplantes Programm-Layout | Geplantes Programm-Layout |
| Kurzprogramm                                                       | Kurzprogramm              | Kurzprogramm              | Kür                       | Kür                       | Kür                       |
| #                                                                  | Element                   | Basiswert                 | #                         | Element                   | Basiswert                 |
| ------------------------------------------------------------------ | ------------------------- | ------------------------- | ------------------------- | ------------------------- | ------------------------- |
| Erste Programmhälfte                                               | Erste Programmhälfte      | Erste Programmhälfte      | Erste Programmhälfte      | Erste Programmhälfte      | Erste Programmhälfte      |
| 1                                                                  | 4T                        | 10,30                     | 1                         | 4S                        | 10,50                     |
| 2                                                                  | CSSp                      | 3,00                      | 2                         | 4T                        | 10,30                     |
| 3                                                                  | FCSp                      | 3,20                      | 3                         | 3F                        | 5,30                      |
| Zweite Programmhälfte                                              | Zweite Programmhälfte     | Zweite Programmhälfte     | 4                         | FCCoSp                    | 3,50                      |
| 4                                                                  | 3A                        | 9,35*                     | 5                         | StSq                      | 3,90                      |
| 5                                                                  | 3Lz+3T                    | 11,11*                    | Zweite Programmhälfte     | Zweite Programmhälfte     | Zweite Programmhälfte     |
| 6                                                                  | StSq                      | 3,90                      | 6                         | 3Lz+2T                    | 8,03*                     |
| 7                                                                  | CCoSp                     | 3,50                      | 7                         | 3A+3T                     | 13,86*                    |
|                                                                    |                           |                           | 8                         | 3A+1Lo+3S                 | 14,74*                    |
| 9                                                                  | 3Lo                       | 5,61*                     |                           |                           |                           |
| 10                                                                 | 3Lz                       | 6,60*                     |                           |                           |                           |
| 11                                                                 | ChSq                      | 2,00                      |                           |                           |                           |
| 12                                                                 | FCSSp                     | 3,00                      |                           |                           |                           |
| 13                                                                 | CCoSp                     | 3,50                      |                           |                           |                           |
| Gesamt                                                             | Gesamt                    | 44,36                     | Gesamt                    | Gesamt                    | 90,62                     |
| * 10%-Bonus für Sprünge in der zweiten Programmhälfte einberechnet |                           |                           |                           |                           |                           |

Die nacholympische Saison begann für Hanyū mit einer Absage der Finlandia Trophy aufgrund von Rückenschmerzen. Er plante aber, dennoch im Rahmen der Grand-Prix-Serie beim Cup of China und der NHK Trophy anzutreten. Beim Cup of China hatte Hanyū vor der Kür einen Zusammenstoß mit dem Chinesen Yan Han. Trotz offensichtlicher Verletzungen entschied er sich jedoch, die Kür zu laufen. Er fiel dabei fünfmal, konnte sich aber auf dem zweiten Rang halten, den er nach dem Kurzprogramm innegehabt hatte. Nach der Kür wurde Hanyū am Kopf und am Kinn genäht. Anschließend flog er zurück nach Japan zur weiteren Behandlung. Neben den Prellungen an Kopf und Kinn wurden eine Verletzung des Zwerchfells und des linken Oberschenkels sowie eine Verstauchung des rechten Fußknöchels festgestellt. Wenige Tage vor der NHK Trophy ließ der Japaner verlauten, dass er starten würde, aber nicht in Topform sei. Er beendete den Wettbewerb auf dem vierten Platz und qualifizierte sich mit lediglich 0,15 Punkten Vorsprung für das Grand-Prix-Finale. Dort gewann er sowohl das Kurzprogramm als auch die Kür und verteidigte somit souverän seinen Titel aus dem Vorjahr.

### Saison 2015/16: Weltrekordserie und 300er-Plateau
| Geplantes Programm-Layout                                          | Geplantes Programm-Layout | Geplantes Programm-Layout | Geplantes Programm-Layout | Geplantes Programm-Layout | Geplantes Programm-Layout |
| Kurzprogramm                                                       | Kurzprogramm              | Kurzprogramm              | Kür                       | Kür                       | Kür                       |
| #                                                                  | Element                   | Basiswert                 | #                         | Element                   | Basiswert                 |
| ------------------------------------------------------------------ | ------------------------- | ------------------------- | ------------------------- | ------------------------- | ------------------------- |
| Erste Programmhälfte                                               | Erste Programmhälfte      | Erste Programmhälfte      | Erste Programmhälfte      | Erste Programmhälfte      | Erste Programmhälfte      |
| 1                                                                  | 4S                        | 10,50                     | 1                         | 4S                        | 10,50                     |
| 2                                                                  | 4T+3T                     | 14,60                     | 2                         | 4T                        | 10,30                     |
| 3                                                                  | FCSp                      | 3,20                      | 3                         | 3F                        | 5,30                      |
| Zweite Programmhälfte                                              | Zweite Programmhälfte     | Zweite Programmhälfte     | 4                         | FCCoSp                    | 3,50                      |
| 4                                                                  | 3A                        | 9,35*                     | 5                         | StSq                      | 3,90                      |
| 5                                                                  | CSSp                      | 3,00                      | Zweite Programmhälfte     | Zweite Programmhälfte     | Zweite Programmhälfte     |
| 6                                                                  | StSq                      | 3,90                      | 6                         | 4T+3T                     | 16,06*                    |
| 7                                                                  | CCoSp                     | 3,50                      | 7                         | 3A+2T                     | 10,78*                    |
|                                                                    |                           |                           | 8                         | 3A+1Lo+3S                 | 14,74*                    |
| 9                                                                  | 3Lo                       | 5,61*                     |                           |                           |                           |
| 10                                                                 | 3Lz                       | 6,60*                     |                           |                           |                           |
| 11                                                                 | FCSSp                     | 3,00                      |                           |                           |                           |
| 12                                                                 | ChSq                      | 2,00                      |                           |                           |                           |
| 13                                                                 | CCoSp                     | 3,50                      |                           |                           |                           |
| Gesamt                                                             | Gesamt                    | 48,05                     | Gesamt                    | Gesamt                    | 95,79                     |
| * 10%-Bonus für Sprünge in der zweiten Programmhälfte einberechnet |                           |                           |                           |                           |                           |

Hanyū entschied sich, für seine Kür zu japanischer Musik zu laufen und seine Darstellungsfähigkeiten zu erweitern. Dafür suchte er sich den Soundtrack des Films Onmyōji von Komponist Shigeru Umebayashi aus, um dabei wie im Film den exzentrischen Astronomen des 10. Jahrhunderts Abe no Seimei darzustellen. Dafür traf er sich auch mit dem Schauspieler Mansai Nomura, der Seimei im Film dargestellt hatte.
Bei seinem ersten Grand-Prix-Auftritt der Saison, Skate Canada, hatte Hanyū nach dem Kurzprogramm lediglich auf Rang sechs gelegen, da er die Zayak-Regel verletzt hatte, indem er einen Dreifach-Lutz-Doppel-Toeloop anstatt des geplanten Dreifach-Lutz-Dreifach-Toeloop zeigte. Durch seine Kür konnte er sich allerdings noch auf den zweiten Gesamtrang verbessern, hinter dem aus einer Pause zurückgekehrten Patrick Chan.
Hanyūs zweiter Grand-Prix war die heimische NHK Trophy in Nagano. Im Kurzprogramm erzielte er mit 106,33 Punkten einen Punkteweltrekord. Er zeigte dabei einen sauberen vierfachen Salchow, eine Vierfach-Toeloop-Dreifach-Toeloop-Kombination sowie einen dreifachen Axel. Es war das erste Mal in der Eiskunstlaufgeschichte, dass ein Athlet die 100-Punkte-Marke im Kurzprogramm übertreffen konnte. In der Kür landete der Japaner dann drei saubere Vierfach-Sprünge, zwei saubere dreifache Axel sowie fünf weitere saubere Dreifach-Sprünge. Er bekam dafür von den Punktrichtern 216,07 Punkte, was auch einen neuen Punkteweltrekord in diesem Segment bedeutete. Zum ersten Mal wurde damit auch die 200-Punkte-Marke in der Kür übertroffen. Insgesamt bedeutete dies einen Punkteweltrekord in der Gesamtleistung von 322,40 Punkten, womit zum ersten Mal in der Geschichte die 300-Punkte-Marke in der Gesamtleistung übertroffen wurde. Hanyū gewann den Grand-Prix mit fast 60 Punkten Vorsprung vor dem Zweitplatzierten und qualifizierte sich für das Grand-Prix-Finale in Barcelona. Dort gewann er mit Punkterekorden für Kurzkür, Kür und Wettkampf (330,43 Punkte). Die zwei Wochen später stattfindenden nationalen Meisterschaften konnte er ebenfalls für sich entscheiden. Zweiter wurde wie im Jahr zuvor Shōma Uno.
Bei den Eiskunstlauf-Weltmeisterschaften in Boston zeigte Hanyū ein nahezu perfektes Kurzprogramm, was ihm einen 12,04 Punkte-Vorsprung auf Javier Fernández einbrachte. Nach einigen Fehlern in der Kür und der ausgezeichneten Leistung seines Trainingspartners Fernández musste Hanyū sich am Ende jedoch wie schon im Vorjahr mit dem zweiten Platz hinter dem Spanier zufriedengeben.

### Saison 2016/17: Zweiter Weltmeistertitel und Premiere des vierfachen Rittberger
| Geplantes Programm-Layout                                          | Geplantes Programm-Layout | Geplantes Programm-Layout | Geplantes Programm-Layout | Geplantes Programm-Layout | Geplantes Programm-Layout |
| Kurzprogramm                                                       | Kurzprogramm              | Kurzprogramm              | Kür                       | Kür                       | Kür                       |
| #                                                                  | Element                   | Basiswert                 | #                         | Element                   | Basiswert                 |
| ------------------------------------------------------------------ | ------------------------- | ------------------------- | ------------------------- | ------------------------- | ------------------------- |
| Erste Programmhälfte                                               | Erste Programmhälfte      | Erste Programmhälfte      | Erste Programmhälfte      | Erste Programmhälfte      | Erste Programmhälfte      |
| 1                                                                  | 4Lo                       | 12,00                     | 1                         | 4Lo                       | 12,00                     |
| 2                                                                  | 4S+3T                     | 14,80                     | 2                         | 4S                        | 10,50                     |
| 3                                                                  | FCSp                      | 3,20                      | 3                         | FCCoSp                    | 3,50                      |
| Zweite Programmhälfte                                              | Zweite Programmhälfte     | Zweite Programmhälfte     | 4                         | StSq                      | 3,90                      |
| 4                                                                  | 3A                        | 9,35*                     | 5                         | 3F                        | 5,30                      |
| 5                                                                  | CSSp                      | 3,00                      | Zweite Programmhälfte     | Zweite Programmhälfte     | Zweite Programmhälfte     |
| 6                                                                  | StSq                      | 3,90                      | 6                         | 4S+3T                     | 16,28*                    |
| 7                                                                  | CCoSp                     | 3,50                      | 7                         | 4T                        | 11,33*                    |
|                                                                    |                           |                           | 8                         | 3A+2T                     | 10,78*                    |
| 9                                                                  | 3A+1Lo+3S                 | 14,74*                    |                           |                           |                           |
| 10                                                                 | FCSSp                     | 3,00                      |                           |                           |                           |
| 11                                                                 | ChSq                      | 2,00                      |                           |                           |                           |
| 12                                                                 | 3Lz                       | 6,60*                     |                           |                           |                           |
| 13                                                                 | CCoSp                     | 3,50                      |                           |                           |                           |
| Gesamt                                                             | Gesamt                    | 49,75                     | Gesamt                    | Gesamt                    | 103,43                    |
| * 10%-Bonus für Sprünge in der zweiten Programmhälfte einberechnet |                           |                           |                           |                           |                           |

Hanyū nahm wie schon im Vorjahr an den Grand-Prix-Wettbewerben Skate Canada und NHK Trophy teil. Als Musik für sein Kurzprogramm wurde der 80er Jahre Hit Let’s Go Crazy von Prince ausgewählt. Die musikalische Untermalung seiner Kür („Hope and Legacy“) stammt vom japanischen Komponisten Joe Hisaishi. Zu Beginn der neuen Saison gewann Hanyū erneut die Goldmedaille bei den Autumn Classic International. Dort landete er auch als erster Eiskunstläufer der Sportgeschichte einen vierfachen Rittberger erfolgreich im Wettbewerb. Einige Wochen später erlangte Hanyū die Silbermedaille beim Grand-Prix Skate Canada. Er war dort Vierter des Kurzprogramms und Erster in der Kür. Ende November holte er Gold bei der NHK Trophy mit 103,89 Punkten nach dem Kurzprogramm und insgesamt 301,47 Punkten nach der Kür. Das Grand-Prix-Finale 2016–17 gewann Hanyū erneut. Seinen vierten Grand-Prix-Titel holte er, nachdem er den ersten Platz im Kurzprogramm und den dritten Platz in der Kür belegt hatte.
Wegen einer Grippeerkrankung im Dezember verzichtete Hanyū auf eine Teilnahme an den japanischen Meisterschaften. Neuer Meister wurde daher wie erwartet Shōma Uno. Hanyū wurde jedoch trotz dieser krankheitsbedingten Abwesenheit von seinem Verband für die Vier-Kontinente-Meisterschaften und für die Weltmeisterschaften nominiert.
Bei den Vier-Kontinenten-Meisterschaften belegte Hanyū mit 97,04 Punkten den dritten Platz im Kurzprogramm, nachdem er einen vierfachen Salchow in Kombination nur doppelt gesprungen hatte. Der gleiche Fehler unterlief ihm zwei Tage später auch in der Kür, er zeigte aber ansonsten ein starkes Programm von 206,67 Punkten und gewann Silber in Gangneung. Nathan Chen holte mit 307.46 Gesamtpunkten Gold, die Bronzemedaille ging an Shoma Uno.
Bei der Weltmeisterschaft in Helsinki eröffnete Hanyū sein Kurzprogramm mit einem fast makellosem vierfachen Rittberger, ließ jedoch viele Punkte liegen, als er in der Vierfachkombination mit dem Knie einknickte und der doppelte Toeloop ohne Wertung blieb. Mit 98,39 Punkten und fast elf Zählern Rückstand auf den Titelverteidiger Javier Fernández landete Hanyū abgeschlagen auf Platz 5 nach dem Kurzprogramm, die Chancen auf eine Medaille schienen daher fast verspielt. Mit einer überragenden Weltrekord-Kür von 223,20 Punkten einschließlich vier fehlerloser Vierfachsprünge kämpfte sich der Japaner jedoch zurück an die Spitze. Landsmann Shōma Uno und der Chinese Jin Boyang, die beide starke Kurzprogramme gezeigt hatten, setzten Hanyū zwar mit ihrer jeweils nahezu fehlerfreien Kür unter Druck, konnten jedoch nicht mehr an ihm vorbeiziehen. Fernández erwischte keinen guten Tag und fiel nach einer fehlerbehafteten Kür auf Rang 4 zurück. Mit insgesamt 321,59 Punkten und einer neuen Saison-Bestleistung feierte Hanyū seinen zweiten Weltmeistertitel nach 2014.
Ein Desaster erlebte der Japaner im Kurzprogramm der World Team Trophy 2017. Gleich zu Beginn sprang er seinen geplanten vierfachen Rittberger nur einfach, wodurch dieser als invalides Element vollständig aus der Wertung fiel. Auch beim vierfachen Salchow musste sich Hanyū mit den Händen abstützen und konnte keine Kombination mehr ausführen. Mit 83,51 Zählern landete er abgeschlagen auf Platz 7 und holte nur 6 von 12 möglichen Punkten für das japanische Team. Dank fehlerfreier Kurzprogramme von Shōma Uno sowie Mai Mihara und Wakaba Higuchi ging Japan dennoch mit 44 Punkten nach dem ersten Turniertag in Führung.
Das verpatzte Kurzprogramm war besonders schmerzhaft für Hanyū, da er seine Interpretation zu Let's Go Crazy Prince anlässlich dessen einjährigen Todestages widmen wollte.
Deutlich besser lief es für Hanyū in der Kür. Er landete insgesamt vier Vierfachsprünge, davon drei in der zweiten Programmhälfte, was bislang keinem anderen Läufer gelang. Nachdem er den vierfachen Salchow nur einfach rotiert hatte, stellte er noch während der Kür sein Programm um und ersetzte unter anderem die geplante Kombination aus Dreifach-Axel/Einfach-Rittberger/Dreifach-Salchow durch einen Vierfach-Toeloop/Einfach-Rittberger/Dreifach-Salchow. Auch diese Kombination wurde erstmals in einem offiziellen Eiskunstlaufwettbewerb gezeigt. Trotz zwei Fehlern gewann Hanyū die Kür mit 200,49 Punkten vor seinem Teamkollegen Shoma Uno und sicherte Team Japan 12 Punkte. Nach starken Kürauftritten der Damen holte Japan mit insgesamt 109 Punkten Gold vor Russland und den USA.

### Saison 2017/18: Zweiter Olympiasieg nach Verletzungspech
| Geplantes Programm-Layout (COR)                                    | Geplantes Programm-Layout (COR) | Geplantes Programm-Layout (COR) | Geplantes Programm-Layout (COR) | Geplantes Programm-Layout (COR) | Geplantes Programm-Layout (COR) |
| Kurzprogramm                                                       | Kurzprogramm                    | Kurzprogramm                    | Kür                             | Kür                             | Kür                             |
| #                                                                  | Element                         | Basiswert                       | #                               | Element                         | Basiswert                       |
| ------------------------------------------------------------------ | ------------------------------- | ------------------------------- | ------------------------------- | ------------------------------- | ------------------------------- |
| Erste Programmhälfte                                               | Erste Programmhälfte            | Erste Programmhälfte            | Erste Programmhälfte            | Erste Programmhälfte            | Erste Programmhälfte            |
| 1                                                                  | 4Lo                             | 12,00                           | 1                               | 4Lz                             | 13,60                           |
| 2                                                                  | FCSp                            | 3,20                            | 2                               | 4Lo                             | 12,00                           |
| 3                                                                  | CSSp                            | 3,00                            | 3                               | 3F                              | 5,30                            |
| Zweite Programmhälfte                                              | Zweite Programmhälfte           | Zweite Programmhälfte           | 4                               | FCCoSp                          | 3,50                            |
| 4                                                                  | 3A                              | 9,35*                           | 5                               | StSq                            | 3,90                            |
| 5                                                                  | 4T+3T                           | 16,06*                          | Zweite Programmhälfte           | Zweite Programmhälfte           | Zweite Programmhälfte           |
| 6                                                                  | StSq                            | 3,90                            | 6                               | 4S+3T                           | 16,28*                          |
| 7                                                                  | CCoSp                           | 3,50                            | 7                               | 4T+1Lo+3S                       | 16,72*                          |
|                                                                    |                                 |                                 | 8                               | 4T                              | 11,33*                          |
| 9                                                                  | 3A+2T                           | 10,78*                          |                                 |                                 |                                 |
| 10                                                                 | 3A                              | 9,35*                           |                                 |                                 |                                 |
| 11                                                                 | FCSSp                           | 3,00                            |                                 |                                 |                                 |
| 12                                                                 | ChSq                            | 2,00                            |                                 |                                 |                                 |
| 13                                                                 | CCoSp                           | 3,50                            |                                 |                                 |                                 |
| Gesamt                                                             | Gesamt                          | 51,01                           | Gesamt                          | Gesamt                          | 111,26                          |
| * 10%-Bonus für Sprünge in der zweiten Programmhälfte einberechnet |                                 |                                 |                                 |                                 |                                 |

Zur Olympiasaison kehrte Hanyū zu seinen beiden erfolgreichen Rekordprogrammen aus der Saison 2015/16 zurück. Sein Kurzprogramm zu Chopins Ballade Nr. 1 feierte ein phänomenales Comeback beim Autumn Classic International in Montreal mit einem neuen Weltrekord von 112,72 Punkten. Er landete einen vierfachen Salchow sowie einen dreifachen Axel und eine Kombination aus Vierfach- und Dreifach-Toeloop in der zweiten Programmhälfte. Ein gänzlich anderes Bild zeigte Hanyū in der Kür mit einer Serie fehlerhafter Sprünge und 155,52 Punkten – seiner schlechtesten Kürleistung seit der NHK Trophy 2014. Damit fiel er in der Gesamtwertung auf den zweiten Platz hinter seinen Trainingspartner Javier Fernández zurück.
Einen Monat später beim Rostelecom Cup in Moskau belegte Hanyū nach einem durchwachsenen Kurzprogramm mit einem unterrotierten vierfachen Rittberger und einem Sturz in der Kombination den zweiten Platz hinter dem US-Amerikaner Nathan Chen. In der Kür landete er dann erstmals den vierfachen Lutz in einem internationalen Wettbewerb sowie zwei weitere Vierfachsprünge und gewann dieses Segment mit 195,92 Punkten. Den Rückstand aus dem Kurzprogramm konnte er jedoch nicht mehr einholen und belegte in der Gesamtwertung den zweiten Platz hinter Chen. Dies war bereits Hanyūs sechste Silbermedaille in Serie bei einem Grand-Prix-Auftakt.
Im Training bei der NHK Trophy stürzte Hanyū beim vierfachen Lutz und zog sich dabei eine Verletzung am rechten Fußgelenk zu. Er zeigte im Anschluss noch den Durchlauf seiner Kür, führte jedoch keine weiteren Sprünge mehr aus. Aufgrund anhaltender Schmerzen musste er schließlich die Teilnahme am Grand-Prix-Event absagen, wodurch er auch die Qualifikation für das Grand-Prix-Finale in Nagoya verpasste. Seine Genesung dauerte länger als erwartet und so konnte er auch wie im Vorjahr nicht an den nationalen Meisterschaften teilnehmen. Aufgrund seines Ranges in der Weltrangliste und des Status eines amtierenden Weltmeisters wurde er jedoch trotzdem vom japanischen Verband neben Shōma Uno und Keiji Tanaka für die kommenden Winterspiele in Pyeongchang nominiert. Auch bei den Weltmeisterschaften in Mailand sollte er laut Verband an den Start gehen.
Am 3. Februar wurde bekannt gegeben, dass Hanyū nicht am Mannschaftswettbewerb bei den Olympischen Spielen teilnehmen wird, um mehr Zeit für die Vorbereitung auf den Einzelwettbewerb gewinnen zu können. Das japanische Team hätte jedoch auch mit ihm keine Chance auf eine Medaille gehabt. Begleitet von hohen Sicherheitsmaßnahmen und einer intensiven Medienberichterstattung reiste Hanyū am 11. Februar nach Südkorea. Bei einer Pressekonferenz zwei Tage später erklärte er, dass er bis Januar nicht auf der Eisfläche hatte trainieren können und lediglich drei Wochen vor dem Wettkampf mit Dreifachsprüngen und zwei Wochen davor mit Vierfachsprüngen beginnen konnte. Er sagte auch, dass er immer noch nicht entschieden hatte, welche technischen Elemente er für die Veranstaltung verwenden würde.
| Geplantes Programm-Layout (Olympia)                                | Geplantes Programm-Layout (Olympia) | Geplantes Programm-Layout (Olympia) | Geplantes Programm-Layout (Olympia) | Geplantes Programm-Layout (Olympia) | Geplantes Programm-Layout (Olympia) |
| Kurzprogramm                                                       | Kurzprogramm                        | Kurzprogramm                        | Kür                                 | Kür                                 | Kür                                 |
| #                                                                  | Element                             | Basiswert                           | #                                   | Element                             | Basiswert                           |
| ------------------------------------------------------------------ | ----------------------------------- | ----------------------------------- | ----------------------------------- | ----------------------------------- | ----------------------------------- |
| Erste Programmhälfte                                               | Erste Programmhälfte                | Erste Programmhälfte                | Erste Programmhälfte                | Erste Programmhälfte                | Erste Programmhälfte                |
| 1                                                                  | 4S                                  | 10,50                               | 1                                   | 4S                                  | 10,50                               |
| 2                                                                  | FCSp                                | 3,20                                | 2                                   | 4T                                  | 10,30                               |
| 3                                                                  | CSSp                                | 3,00                                | 3                                   | 3F                                  | 5,30                                |
| Zweite Programmhälfte                                              | Zweite Programmhälfte               | Zweite Programmhälfte               | 4                                   | FCCoSp                              | 3,50                                |
| 4                                                                  | 3A                                  | 9,35*                               | 5                                   | StSq                                | 3,90                                |
| 5                                                                  | 4T+3T                               | 16,06*                              | Zweite Programmhälfte               | Zweite Programmhälfte               | Zweite Programmhälfte               |
| 6                                                                  | StSq                                | 3,90                                | 6                                   | 4S+3T                               | 16,28*                              |
| 7                                                                  | CCoSp                               | 3,50                                | 7                                   | 4T+1Lo+3S                           | 16,72*                              |
|                                                                    |                                     |                                     | 8                                   | 3A+2T                               | 10,78*                              |
| 9                                                                  | 3Lo                                 | 5,61*                               |                                     |                                     |                                     |
| 10                                                                 | 3Lz                                 | 6,60*                               |                                     |                                     |                                     |
| 11                                                                 | FCSSp                               | 3,00                                |                                     |                                     |                                     |
| 12                                                                 | ChSq                                | 2,00                                |                                     |                                     |                                     |
| 13                                                                 | CCoSp                               | 3,50                                |                                     |                                     |                                     |
| Gesamt                                                             | Gesamt                              | 49,51                               | Gesamt                              | Gesamt                              | 97,99                               |
| * 10%-Bonus für Sprünge in der zweiten Programmhälfte einberechnet |                                     |                                     |                                     |                                     |                                     |

Am 16. Februar zeigte Hanyū ein fehlerloses Kurzprogramm und ging mit 111,68 Punkten in Führung, gut vier Punkte vor Javier Fernández und siebeneinhalb Punkte vor dem drittplatzierten Shōma Uno. Am nächsten Tag erzielte er 206,17 Punkte in der Kür. Es war ein solides Programm mit vier Vierfach-sprüngen, von denen er drei sauber landen konnte. Die beste Kür lief jedoch der mit-favorisierte Nathan Chen, welcher am Ende jedoch aufgrund eines verpatzten Kurzprogramms nur Fünfter hinter Jin Boyang wurde. Hanyū erhielt insgesamt 317,85 Punkte und gewann damit seine zweite olympische Goldmedaille in Folge. Diese Leistung war seit den beiden aufeinanderfolgenden Titelgewinnen von Dick Button in den Jahren 1948 und 1952 nicht mehr erreicht worden. Hanyū gewann zudem die 1000. Medaille in der Geschichte der Olympischen Winterspiele. Neben ihm schafften es auch sein Landsmann Shoma Uno und der Trainingskollege Javier Fernandez, auf das Podium zu gelangen.
Den Medien gegenüber erklärte Hanyū nach den Spielen, noch nicht dem Eiskunstlaufen aufhören zu wollen. Er möchte noch den vierfachen Axel im Wettkampf zeigen, den er noch nie bei einem Turnier landen konnte. Am 7. März 2018 gab der Japanische Eislaufverband bekannt, dass Hanyū an den bevorstehenden Weltmeisterschaften in Mailand nicht teilnehmen werde, damit sich sein verletzter Fuß erholen kann. Noch im selben Monat wurde er vom Kaiser Akihito und dem Regierungschef Japans, Shinzō Abe, empfangen. Am 22. April wurde er in seiner Heimatstadt Sendai zudem mit einer großen Parade geehrt, an der mehr als 100.000 Menschen teilnahmen.

### Saison 2018/19: Tribut an seine Idole
| Geplantes Programm-Layout                                          | Geplantes Programm-Layout | Geplantes Programm-Layout | Geplantes Programm-Layout | Geplantes Programm-Layout | Geplantes Programm-Layout |
| Kurzprogramm                                                       | Kurzprogramm              | Kurzprogramm              | Kür                       | Kür                       | Kür                       |
| #                                                                  | Element                   | Basiswert                 | #                         | Element                   | Basiswert                 |
| ------------------------------------------------------------------ | ------------------------- | ------------------------- | ------------------------- | ------------------------- | ------------------------- |
| Erste Programmhälfte                                               | Erste Programmhälfte      | Erste Programmhälfte      | Erste Programmhälfte      | Erste Programmhälfte      | Erste Programmhälfte      |
| 1                                                                  | 4S                        | 9,70                      | 1                         | 4Lo                       | 10,50                     |
| 2                                                                  | 3A                        | 8,00                      | 2                         | 4S                        | 9,70                      |
| Zweite Programmhälfte                                              | Zweite Programmhälfte     | Zweite Programmhälfte     | 3                         | FCCoSp                    | 3,50                      |
| 3                                                                  | 4T+3T                     | 15,07*                    | 4                         | StSq                      | 3,90                      |
| 4                                                                  | FCSp                      | 3,20                      | 5                         | 3Lo                       | 4,90                      |
| 5                                                                  | CSSp                      | 3,00                      | Zweite Programmhälfte     | Zweite Programmhälfte     | Zweite Programmhälfte     |
| 6                                                                  | StSq                      | 3,90                      | 6                         | 4T                        | 9,50                      |
| 7                                                                  | CCoSp                     | 3,50                      | 7                         | 4T+3A+SEQ                 | 15,40*                    |
|                                                                    |                           |                           | 8                         | 3F+3T                     | 10,45*                    |
| 9                                                                  | 3A+1Eu+3S                 | 14,08*                    |                           |                           |                           |
| 10                                                                 | ChSq                      | 3,00                      |                           |                           |                           |
| 11                                                                 | FCSSp                     | 3,00                      |                           |                           |                           |
| 12                                                                 | CCoSp                     | 3,50                      |                           |                           |                           |
| Gesamt                                                             | Gesamt                    | 46,37                     | Gesamt                    | Gesamt                    | 91,43                     |
| * 10%-Bonus für Sprünge in der zweiten Programmhälfte einberechnet |                           |                           |                           |                           |                           |

Nach den Olympischen Spielen suchte Hanyū nach neuer Motivation und neuen Herausforderungen. Zu Saisonbeginn gab er an, von nun an mehr für sich selbst laufen zu wollen als nach Punkten und Titeln zu jagen. Er widmete Kurzprogramm und Kür zwei seiner größten Eiskunstlauf-Idole. Im Kurzprogramm wollte er zum Klavierstück „Otoñal“ des spanischen Komponisten Raúl Di Blasio laufen, welches auch Johnny Weir zwischen 2004 und 2006 in seiner Kür gezeigt hatte. Weir wurde mit diesem Programm unter anderem zweifacher US-Meister und Fünfter bei den Olympischen Winterspielen 2006 in Turin. Die Choreographie von Hanyūs Programm gestaltete Jeffrey Buttle. Die Kür wurde zum Tribut an den Olympiasieger und dreifachen Weltmeister Jewgeni Pljuschtschenko. Es handelte sich um Pljuschtschenkos „Tribut an Nijinsky“ vom ungarischen Komponisten Edvin Marton. Hanyū arrangierte die Musik neu unter dem Titel „Origin“ und verwendete die beiden Stücke Art on Ice und Magic Stradivarius. Die Choreographie stammte von Shae-Lynn Bourne.
Beim Autumn Classic International 2018 in Oakville präsentierte Hanyū erstmals seine neuen Programme im Wettkampf. Im Kurzprogramm stand er alle Sprünge, machte allerdings ungewohnte Fehler bei den Pirouetten, von denen eine sogar vollständig aus der Wertung fiel. In der Kür hatte er mit Konditionsproblemen zu kämpfen, stürzte bei einem vierfachen Salchow und riss einen Toeloop auf. Insgesamt reichte es zu einem knappen Sieg vor seinem Trainingspartner Jun-Hwan Cha aus Südkorea und Roman Sadovsky aus Kanada.
Einen Monat später beim Grand Prix in Helsinki setzte Hanyū gleich drei Weltrekorde im neuen Wertungssystem. Im Kurzprogramm erhielt er 106,69 Punkte für ein sauberes Programm. Auch in der Kür stand er alle geplanten Sprungelemente, darunter vier Vierfache, von denen nur der Rittberger und Toeloop unterrotiert waren. Besonders spektakulär war die Sequenz aus Vierfach-Toeloop und Dreifach-Axel, die erstmals in einem internationalen Wettbewerb gezeigt wurde. Hanyū gewann mit insgesamt 297,12 Punkten und fast 40 Zählern Vorsprung auf den Zweitplatzierten Michal Březina aus Tschechien.
Keine zwei Wochen nach dem Kurzprogramm-Rekord verbesserte Hanyū beim Rostelecom Cup in Moskau seine Bestleistung nochmal um vier Zähler auf 110,53. Er ist der bislang einzige Läufer überhaupt, der über 110 Punkte in diesem Segment erzielen konnte. Ihm selbst gelang diese Leistung bereits zum fünften Mal. Im Training am nächsten Morgen stürzte Hanyū schwer beim Versuch eines vierfachen Rittbergers und verletzte sich erneut am selben Knöchel wie ein Jahr zuvor bei der NHK Trophy. Er trat zur Kür an, nahm allerdings den Rittberger aus dem Programm und änderte fünf weitere Sprungelemente. Er begann ganz stark mit Vierfach-Salchow und Vierfach-Toeloop, gegen Programmende musste er jedoch den Schmerzen nachgeben, stürzte beim ersten dreifachen Axel und riss den zweiten auf. Dennoch reichte es zum Sieg in der Kür und in der Gesamtwertung mit rund 30 Punkten Vorsprung auf den Zweitplatzierten, Moris Qwitelaschwili aus Georgien. Dritter wurde sein Landsmann, Kazuki Tomono.

“I was thinking to stop this competition after my injury but it’s my choice. I trained hard to be here. I trained hard to pay tribute to Russian skating and Russian choreography. For the final I am satisfied, I am happy right now.”

„Ich dachte daran, diesen Wettkampf abzubrechen nach meiner Verletzung, aber es ist meine Entscheidung. Ich habe hart trainiert, um hier zu sein. Ich habe hart trainiert, um dem russischen Eiskunstlauf und der russischen Choreographie Tribut zu zollen. Mit [der Qualifikation für] das Finale bin ich zufrieden, ich bin glücklich im Moment.“

Schließlich musste Hanyū die Teilnahme am Grand-Prix-Finale in Vancouver dennoch verletzungsbedingt absagen. Für ihn rückte der Kanadier Keegan Messing nach. Damit verpasste Hanyū das Finale nun zum zweiten Mal hintereinander. Auch an den Japanischen Meisterschaften konnte er zum dritten Mal in Folge nicht teilnehmen.
Vier Monate später war er bei der Weltmeisterschaft in Saitama wieder am Start, er musste allerdings mit Schmerzmitteln laufen. Im Kurzprogramm riss er seinen vierfachen Salchow auf und hatte durch diesen Fehler bereits 13 Punkte Rückstand auf Nathan Chen an der Spitze. Zwei Tage später lief er eine starke Kür, unter anderem mit einem sauberen vierfachen Rittberger zum Auftakt und einer Sequenz aus Vierfach-Toeloop und Dreifach-Axel in der zweiten Hälfte. Als erster Läufer erzielte er über 200 Punkte in der Kür und 300 in der Gesamtwertung. Zum Sieg reichte es nicht, denn wenige Minuten später lief Chen ein noch besseres Programm mit vier Vierfachsprüngen und schlug Hanyū mit fast 23 Punkten Vorsprung. Für Hanyū war das bereits die dritte Silbermedaille bei Weltmeisterschaften. Er war der einzige Läufer aus dem japanischen Team, der bei dieser WM im heimischen Japan eine Medaille gewinnen konnte.
Die Teilnahme an der World Team Trophy in Tokio musste er aufgrund seiner anhaltenden Knöchelverletzung absagen. Nach der Weltmeisterschaft sprach er über seine Pläne für die nächste Saison. Er müsse unter anderem die technischen Schwierigkeiten seiner Programme erhöhen, um konkurrenzfähig zu bleiben. Selbst mit zwei fehlerfreien Programmen in Saitama hätte er den Wettbewerb vermutlich nicht gewonnen, so der Japaner. Er habe sich fest vorgenommen, alle fünf verschiedenen Vierfachsprünge in sein Arsenal aufzunehmen. Den Lutz, bei dem er sich 2017 schwer verletzt hatte, landete er Anfang Juni erfolgreich in der Sommershow Fantasy on Ice in Kōbe.

“I aspire to have a program that cannot be beaten if I can skate it cleanly.”

„Ich strebe ein Programm an, das nicht geschlagen werden kann, falls ich sauber laufen kann.“

### Saison 2019/20: Gewinn der Vier-Kontinente-Meisterschaften
| Geplantes Programm-Layout                                          | Geplantes Programm-Layout | Geplantes Programm-Layout | Geplantes Programm-Layout | Geplantes Programm-Layout | Geplantes Programm-Layout |
| Kurzprogramm                                                       | Kurzprogramm              | Kurzprogramm              | Kür                       | Kür                       | Kür                       |
| #                                                                  | Element                   | Basiswert                 | #                         | Element                   | Basiswert                 |
| ------------------------------------------------------------------ | ------------------------- | ------------------------- | ------------------------- | ------------------------- | ------------------------- |
| Erste Programmhälfte                                               | Erste Programmhälfte      | Erste Programmhälfte      | Erste Programmhälfte      | Erste Programmhälfte      | Erste Programmhälfte      |
| 1                                                                  | 4S                        | 9,70                      | 1                         | 4Lo                       | 10,50                     |
| 2                                                                  | 3A                        | 8,00                      | 2                         | 4S                        | 9,70                      |
| Zweite Programmhälfte                                              | Zweite Programmhälfte     | Zweite Programmhälfte     | 3                         | FCCoSp                    | 3,50                      |
| 3                                                                  | 4T+3T                     | 15,07*                    | 4                         | StSq                      | 3,90                      |
| 4                                                                  | FCSp                      | 3,20                      | 5                         | 3Lz                       | 5,90                      |
| 5                                                                  | CSSp                      | 3,00                      | 6                         | 4T                        | 9,50                      |
| 6                                                                  | StSq                      | 3,90                      | Zweite Programmhälfte     | Zweite Programmhälfte     | Zweite Programmhälfte     |
| 7                                                                  | CCoSp                     | 3,50                      | 7                         | 4T+1Eu+3F                 | 16,83*                    |
|                                                                    |                           |                           | 8                         | 3A+3T                     | 13,42*                    |
| 9                                                                  | 3A+2T                     | 10,23*                    |                           |                           |                           |
| 10                                                                 | ChSq                      | 3,00                      |                           |                           |                           |
| 11                                                                 | FCSSp                     | 3,00                      |                           |                           |                           |
| 12                                                                 | CCoSp                     | 3,50                      |                           |                           |                           |
| Gesamt                                                             | Gesamt                    | 45,77                     | Gesamt                    | Gesamt                    | 92,98                     |
| * 10%-Bonus für Sprünge in der zweiten Programmhälfte einberechnet |                           |                           |                           |                           |                           |

Hanyū entschied sich am Anfang der neuen Saison dafür, seine beiden Programme beizubehalten. Beim CS Autumn Classic International 2019 belegte er den ersten Platz und holte sich damit die Goldmedaille. Trainer Orser lobte ihn mit den Worten: „Ich habe ihn bis zu diesem Zeitpunkt des Jahres noch nie so konzentriert gesehen.“
Zu Beginn des Grand Prix bestritt Hanyū seinen vierten Skate Canada International, nachdem er dort bei den drei vorherigen Teilnahmen stets die Silbermedaille gewonnen hatte. Hanyū belegte im Kurzprogramm den ersten Platz und lag zwanzig Punkte vor dem Amerikaner Camden Pulkinen. Bei der Beurteilung seiner Leistung sagte Hanyū, dass sie „nicht so großartig war, aber ich hatte das Gefühl, dass ich heute mein Bestes gegeben habe“. In der Kür gelang ihm eine neue persönliche Bestleistung. Sein Vorsprung von 59,82 Punkten auf den Silbermedaillengewinner Nam Nguyen war der größte in der Geschichte der ISU-Grand-Prix-Serie. Er gewann seinen zweiten Grand Prix, die NHK-Trophy 2019, mit einem ähnlich souveränen Vorsprung.
Hanyū ging neben Nathan Chen als Co-Favorit auf den Titel zum Grand-Prix-Finale von Turin. Trainer Ghislain Briand reiste mit Verspätung an, was dazu führte, dass Hanyū für das erste Segment des Wettbewerbs keinen Trainer hatte. Im Kurzprogramm patzte Hanyū beim Vierfach-Toeloop, ohne eine Kombination auszuführen, und lag damit fast dreizehn Punkte hinter Chen. Er sagte danach, er sei „nicht zufrieden“ mit seiner Leistung. In der Kür landete er zum ersten Mal in seiner Karriere fünf Vierfachsprünge in einem Programm, darunter den ersten Vierfach-Lutz seit seiner Verletzung in der Olympiasaison. Er ließ jedoch eine beabsichtigte Dreifach-Axel-Dreifach-Axel-Sequenz aus. Auch in diesem Segment wurde er hinter Chen Zweiter und holte sich damit die Silbermedaille in der Gesamtwertung. Der Tag der Kür fiel mit Hanyūs Geburtstag zusammen. Er drückte seine Genugtuung darüber aus, den vierfachen Lutz gelandet zu haben, aber auch sein „Bedauern“ über den zweiten Teil des Programms.
Bei seinen ersten japanischen Meisterschaften seit der Saison 2016/17 belegte Hanyū mit 5,01 Punkten Vorsprung auf Shoma Uno den ersten Rang im Kurzprogramm. Mehrere Sprungfehler in der Kür bedeuteten den dritten Platz in diesem Segment hinter Uno und Yuma Kagiyama. Er wurde somit Zweiter in der Gesamtwertung. Das war Hanyūs erste Niederlage im Wettkampf mit Uno.
Auf dem Weg zu den Vier-Kontinente-Meisterschaften in Seoul entschied Hanyū, zu seinen Programmen „Ballade No. 1 in g-Moll“ und „Seimei“ zurückzukehren. Mit Bezug auf die Olympischen Winterspiele von 2018 in Pyeongchang bemerkte Hanyū, dass er in Südkorea erneut eine Goldmedaille gewinnen wolle und dabei seinen eigenen Eiskunstlaufstil noch mehr zur Geltung bringen und in den Vordergrund stellen wolle. Im Kurzprogramm brach er mit 111,82 Punkten seinen eigenen Rekord für die ISU-Bestleistung. Hanyū nannte es „die perfekteste Leistung, die ich je erbracht habe“. Trotz Fehlern bei zwei Vierfachversuchen in der Kür gewann er auch dieses Segment und holte mit 299 Punkten die Goldmedaille in der Gesamtwertung. Mit diesem Sieg wurde Hanyū zum ersten männlichen Einzelläufer, der alle wichtigen ISU-Meisterschaftswettbewerbe der Junioren- und Seniorenklasse gewann, eine Leistung, die Super Slam genannt wird und die zuvor nur fünf anderen Wettkämpfern in den anderen drei Eiskunstlaufdisziplinen gelang.
Aufgrund der COVID-19-Pandemie wurde im März die Weltmeisterschaft in Montreal abgesagt. Auch die folgenden Eisshows in Japan fanden nicht statt. Bei den ISU Skating Awards 2020 wurde Hanyū für das beste Kostüm und den „Most Valuable Skater“ für die Saison 2019–2020 nominiert. Er gewann letzteres.

### Saison 2020/21: Fünfter Gewinn der nationalen Meisterschaft
In der Saison 2020/21 trat Hanyū mit zwei neuen Programmen an: einem Kurzprogramm zu Robbie Williams’ „Let Me Entertain You“ und einer Kür zu „Heaven and Earth“ (天と地と Ten to chi to) aus der japanischen Fernsehserie „Taiga drama“.
Am 28. August gab Hanyū bekannt, dass er die Grand-Prix-Serie auslassen würde. Seine Begründung war, das Risiko an COVID-19 zu erkranken, sei sowohl für ihn selbst als auch für das Wettkampfpersonal und für seine Fans zu groß. Er verblieb daher in Japan und kehrte nicht zu seinen Trainern in Kanada zurück.
Hanyū befand sich „im Zwiespalt“, ob er zu den japanischen Meisterschaften antreten soll oder nicht, da die dritte Welle der Coronavirus-Pandemie Japan stark traf und er ohne sein Trainerteam trainieren musste. Er entschied sich dann für die Teilnahme, die gleichzeitig die letzte Qualifikation für die kommenden Weltmeisterschaften in Stockholm war. Er belegte jeweils den ersten Platz in Kurzprogramm und Kür mit allen positiven Ausführungsnoten bei den Sprungpassagen und gewann seinen fünften nationalen Titel mit einer Gesamtpunktzahl von 319,36 Punkten. Zweiter wurde der Vorjahressieger Uno.
Bei den Weltmeisterschaften im März 2021 belegte Hanyū mit einer herausragenden Leistung den ersten Platz im Kurzprogramm. Er hatte 6,02 Punkte Vorsprung vor seinem Landsmann Yuma Kagiyama, Titelverteidiger Nathan Chen war lediglich Dritter. Die Kür eröffnete Hanyū mit drei geraden Vierfachsprüngen, berührte aber beim Salchow und beim Toeloop jeweils das Eis. Mit 182,20 Punkten wurde er nur Vierter in der Kür und somit Dritter in der Gesamtwertung hinter Chen und Kagiyama. Es war der erste Wettkampf seit 2013, bei dem Hanyū weder siegte noch Zweiter wurde. Am folgenden Tag bestätigte er den Bericht eines ausländischen Mediums über einen Asthmaanfall. Er gab an, dass er nach Beendigung der Kür ein wenig unter Schmerzen litt. Er erklärte: „Es waren ein paar kleine Probleme, die sich auftürmten. Beim sechsminütigen Aufwärmen habe ich die Auswirkungen davon noch nicht gespürt, aber ich denke, dass diese kleinen Dinge letztendlich dazu führten, dass alles zusammenbrach. Aber wenn man mich fragt, ob das zu dem großen Fehler (in der Kür) geführt hat, glaube ich nicht, dass es so ein großer Fehler war, wie es der Fehler in der Wertung war.“
Bei der World Team Trophy 2021 war Hanyū Teil des japanischen Teams gemeinsam mit Shōma Uno, Kaori Sakamoto, Rika Kihira, Riku Miura/Ryūichi Kihara und Misato Komatsubara/Tim Koleto. Hanyū belegte sowohl im Kurzprogramm als auch in der Kür den zweiten Platz hinter Nathan Chen. Das japanische Team erreichte insgesamt den dritten Platz. Hanyū zeigte sich zufrieden mit seiner Performance: Zum ersten Mal seit längerer Zeit habe er alle seine Sprünge so ausführen können, wie er es sich gewünscht habe. Dieser Erfahrung ermutige ihn, sein Ziel für die nächste zu verfolgen, den vierfachen Axel.

### Saison 2021/22: Dritte Olympische Spiele
Für seine dritte Olympische Saison behielt Hanyū seine Kür „Heaven and Earth“ bei und kombinierte sie mit einem neuen Kurzprogramm zu „Introduction and Rondo Capriccioso“ von Camille Saint-Saëns.
Er war für die NHK Trophy sowie den Rostelecom Cup vorgesehen, zog sich jedoch aus der Grand-Prix-Serie zurück. Zu Beginn der Saison hatte er sich im Training eine erneute Knöchelverletzung zugezogen. Nach seinen Angaben war die Verletzung erst so weit geheilt, dass sie ihn nicht mehr im Alltag beeinträchtigte, ein reguläres Training war ihm jedoch noch nicht wieder möglich. Den Plan, den vierfachen Axel bei der NHK Trophy zu zeigen, musste er somit aufgeben. Sein Trainer Brian Orser gab bekannt, dass Hanyū eine Neuerung in seiner Sprungtechnik erarbeitet habe und nach wie vor das Ziel verfolge, den Sprung zu meistern, auch wenn sich zu diesem Zeitpunkt noch nicht sagen ließe, an welchen Wettbewerben Hanyū in dieser Saison teilnehmen könne.
Hanyū gab schließlich sein Saisondebüt bei den japanischen Meisterschaften. Er belegte den ersten Platz im Kurzprogramm. In der Kür versuchte er zum ersten Mal seinen vierfachen Axel im Wettbewerb. Der Sprung wurde angesichts einer Unterrotation und einer Landung auf beiden Füßen abgewertet. Dennoch konnte Hanyū mit drei weiteren, hoch bewerteten Vierfachsprüngen seinen ersten Platz auch in der Kür halten und gewann seinen sechsten nationalen Meistertitel. Er zog damit mit Takeshi Honda gleich, der bis dahin die meisten japanischen Meistertitel in den vergangenen 50 Jahren besessen hatte.
Nach den japanischen Meisterschaften gab der japanische Eislaufverband bekannt, dass Hanyū Japan bei den Olympischen Winterspielen 2022 in Beijing vertreten werde. Hanyū nannte seinen Plan, dort den vierfachen Axel zu zeigen, als den Hauptgrund für seine Teilnahme und ordnete jeden anderen Erfolg diesem Ziel unter.
Am Teamwettbewerb der Olympischen Spiele nahm Hanyū nicht teil; hier wurde Japan im Einzellauf der Männer durch Shōma Uno und Yuma Kagiyama vertreten. Im Kurzprogramm unterlief Hanyū ein untypisches Missgeschick, als er sich beim Absprung zu seinem ersten Sprung, der als vierfacher Salchow geplant war, in einem Loch im Eis verfing. Hanyū konnte den Sprung infolgedessen nur einfach ausführen, was ihn zahlreiche Punkte kostete, sodass er mit einem ungewöhnlich niedrigen Ergebnis von 95,15 Punkten nach dem Kurzprogramm den 8. Platz belegte. Kurz vor den Kür verstauchte sich Hanyū beim Training erneut seinen bereits mehrfach verletzten rechten Knöchel. Er sagte später, von jedem anderen Wettbewerb hätte er sich in dieser Situation zurückgezogen. Er entschied sich jedoch, trotz der Verletzung in der Kür anzutreten. In der Kür wagte er wie geplant erneut seinen vierfachen Axel. Der Sprung wurde als unterrotierter vierfacher Axel gewertet, jedoch aufgrund eines Sturzes bei der Landung abgewertet. Auch bei seinem zweiten Sprung, dem vierfachen Salchow, stürzte Hanyū. Der Rest der Kür verlief fehlerfrei, und mit durchgehend hohen Bewertungen in den Programmkomponenten konnte Hanyū den dritten Platz erreichen. In der Gesamtwertung erreichte Hanyū Platz 4 hinter seinen Teamkollegen Shōma Uno und Yuma Kagiyama, die die Bronze- und Silbermedaille gewannen, sowie dem Sieger Nathan Chen. Hanyū sagte zu seinem Ergebnis, er habe alles gegeben und den vierfachen Axel so gut ausgeführt, wie er konnte. Es habe die Herausforderung gewagt und werde dies für immer in Ehren halten.
Von den Weltmeisterschaften 2022 zog Hanyū seine Teilnahme zurück, um seinen nach wie vor verletzten Knöchel heilen zu lassen.

### Ende der Wettbewerbskarriere
Am 22. Juli 2022 gab Yuzuru Hanyū in einer Pressekonferenz das Ende seiner leistungssportlichen Karriere bekannt. Der Eiskunstlauf sei jedoch noch immer sein zentraler Lebensinhalt. Er habe im Wettbewerb alles erreicht und wolle nun seine Karriere als professioneller Eiskunstläufer fortsetzen. Er wolle neue Arten finden, Eiskunstlauf zu präsentieren, und hoffe, damit auch ein neues Publikum zu erreichen.

## Trainer

### Nanami Abe

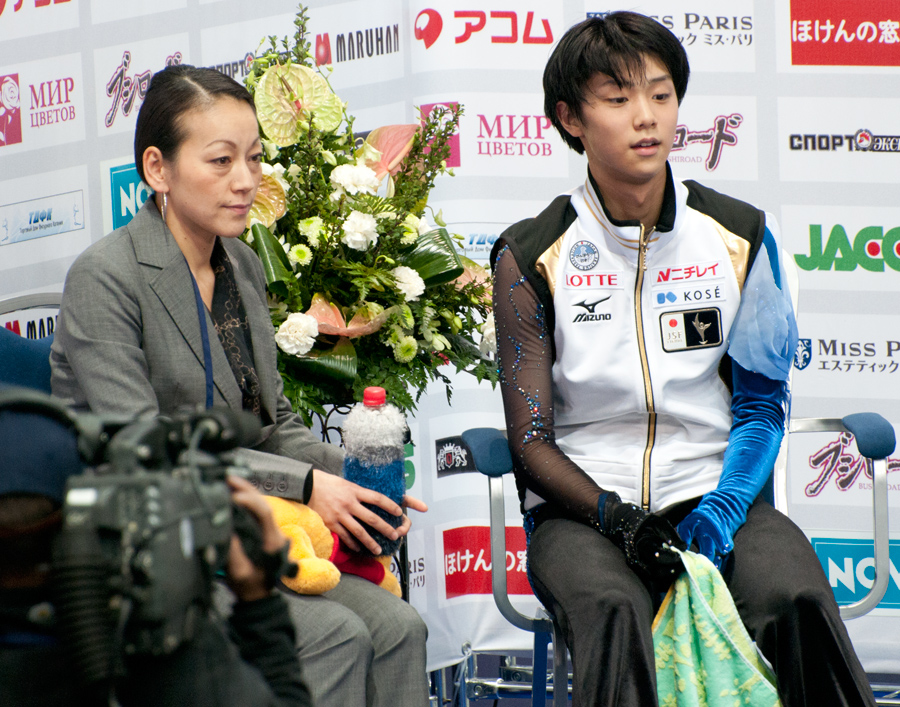
Yuzuru Hanyū mit Trainerin Nanami Abe beim Cup of Russia 2011

Hanyū trainierte bis 2012 in seiner Heimatstadt Sendai unter seiner langjährigen Trainerin Nanami Abe. Wegen seines Asthmas und der Schulpflicht bleiben ihm oft nur zwei Stunden am Tag Zeit zum Training. Durch das Erdbeben und den Tsunami im März 2011 brachen die Wasserrohre unter seiner Trainingshalle. Er musste nach Yokohama und Hachinohe ausweichen, bis die Halle am 24. Juli 2011 wieder eröffnet werden konnte.

### Brian Orser

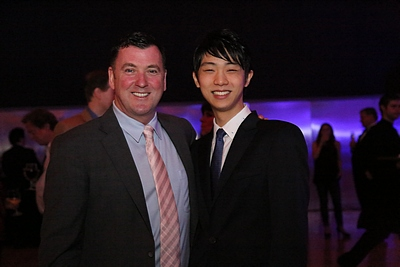
Yuzuru Hanyū mit Trainer Brian Orser im Jahr 2014

Im April 2012 wechselte Hanyū zu Trainer Brian Orser. Als Grund gab der Direktor des japanischen Eiskunstlaufverbandes Hidehito Ito an, neue Herausforderungen seien notwendig zur Steigerung seines Eiskunstlaufniveaus. Hanyū ging weiterhin in Sendai zur Schule, aber flog regelmäßig mit seiner Mutter zum Training nach Toronto. Brian Orser zeigte sich in einem Interview vom Oktober 2012 erfreut über Hanyūs Höflichkeit und Hilfsbereitschaft, auch im Umgang mit seinem Trainingskollegen Javier Fernández. Orser brauchte in der Anfangszeit jedoch noch die Hilfe eines Übersetzers.

## Shows und Exhibitions

### Continues with Wings
Im April 2018 veranstaltete Hanyū seine erste selbstproduzierte Show namens Continues with Wings in Tokio, zu welcher er Eiskunstläufer einlud, die ihn während seiner Eislaufkarriere beeinflusst und inspiriert hatten. Zu diesen Gästen zählten unter anderem Jewgeni Pljuschtschenko, Johnny Weir, Shae-Lynn Bourne, Jeffrey Buttle und Takahito Mura. Alle zeigten ein oder zwei ihrer bekanntesten Programme und wurden von Hanyū in der Halle interviewt. Er selbst lief zu insgesamt neun verschiedenen Programmen aus seinen Junior- und Seniorwettkämpfen, wobei er wegen seiner Verletzung auf Sprünge verzichtete. In jeder Show trug er ein anderes Kostüm aus den Jahren 2010 und 2011.
Stéphane Lambiel und Javier Fernández konnten nicht persönlich an diesem dreitägigen Show-Marathon teilnehmen, sendeten aber Videobotschaften, die in der Halle ausgestrahlt wurden. Am letzten Tag der Veranstaltung organisierte Fernández früh am Morgen einen Livestream aus einer Eishalle in Spanien und zeigte seine Olympiakür.

### Tributprogramme

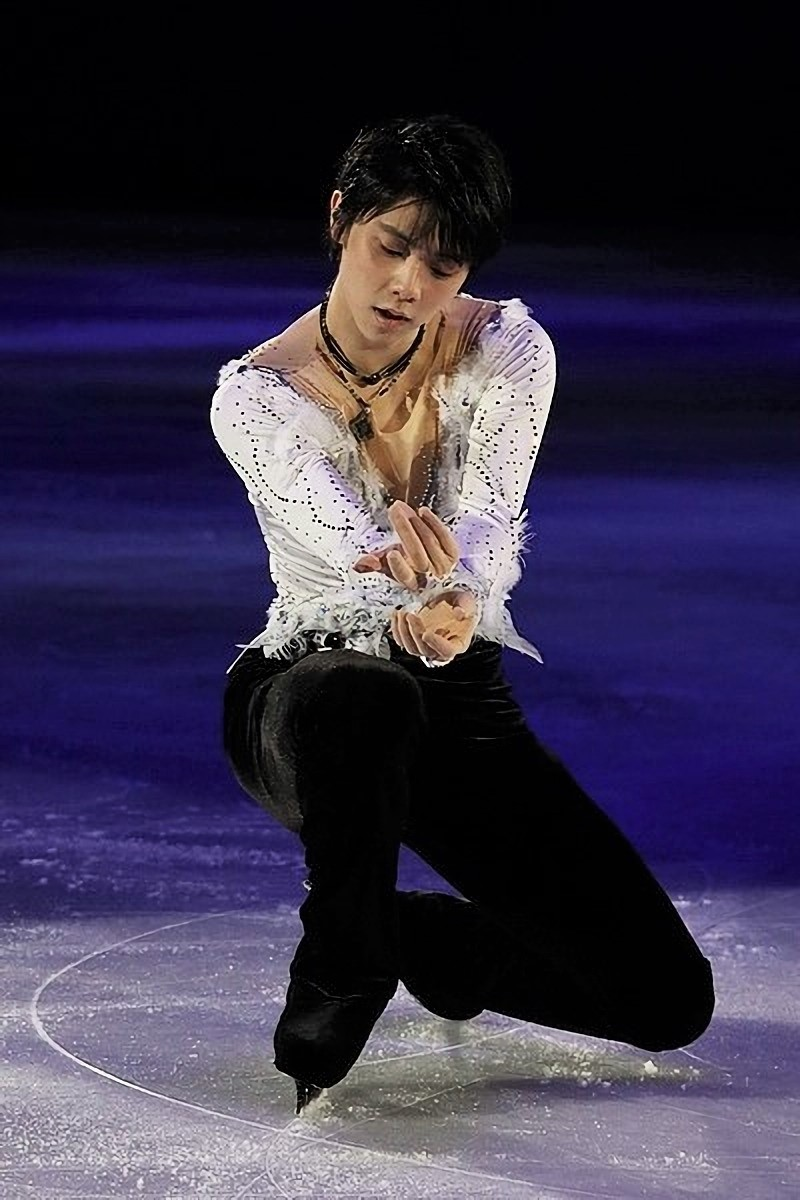
Hanyū bei seinem Gala-Auftritt in PyeongChang 2018

Seit dem schweren Tōhoku-Erdbeben 2011 widmete Hanyū verschiedene Programme seiner Heimatstadt Sendai und den Todesopfern dieser Naturkatastrophe. Dazu zählen unter anderem seine Kür Hope and Legacy von Joe Hisaishi sowie eine Serie von Gala-Programmen.
Besonders hervorzuheben ist das Klavierstück Requiem of Heaven and Earth des japanischen Komponisten Yasunobu Matsuo, welches das Tōhoku-Erdbeben und Gedenken an die Opfer zum Thema hat. Hanyū zeigte in der Saison 2015/16 seine Interpretation dieses Musikstücks. In der Show Fantasy on Ice appellierte er nach seinem Auftritt an die Zuschauer, die schweren Zerstörungen in Tōhoku, Fukushima, Ibaraki und Chiba nicht zu vergessen und diese Regionen weiter zu unterstützen.
Auch bei den Olympischen Winterspielen 2018 in Pyeongchang widmete Hanyū sein Gala-Programm den Opfern des Erdbebens, was für positive Resonanz in den Medien sorgte.

### Prologue

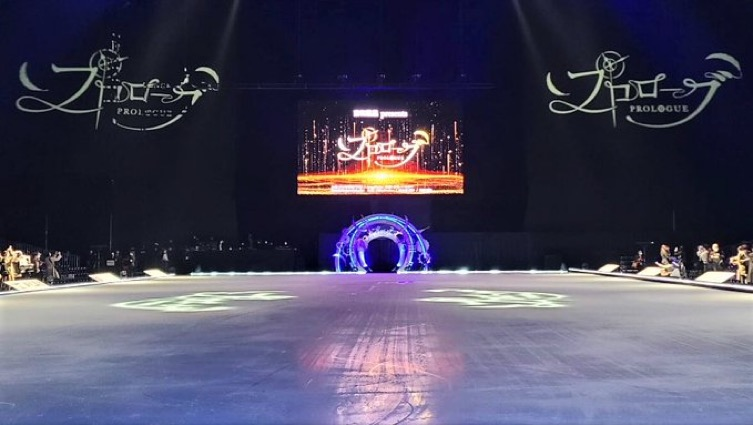
Eishalle der Show Prologue in Yokohama (2022)

Nachdem Hanyū im Juli 2022 das Ende seiner Zeit im leistungssportlichen Wettbewerb verkündet hatte, kündigte er im September an, seine erste eigene Eisshow zu produzieren. Sie solle den Auftakt seiner professionellen Karriere als Eiskunstläufer bilden und trug den Titel Prologue (プロローグ). Hanyū arbeitete für seine erste Solo-Show mit der Choreografin Mikiko Mizuno (bekannt unter ihrem Vornamen Mikiko) zusammen, die auch seine künftigen Solo-Shows begleiten sollte.
Prologue fand am 4. und 5. November 2022 in der Pia Arena MM in Yokohama und am 2., 3. und 5. Dezember 2022 in der Flat Hachinohe in Hachinohe statt. Die Aufführungen vom 5. November und 5. Dezember wurden vom Fernsehsender TV Asahi live übertragen sowie in ausgewählten Kinos gezeigt.
In der 90 Minuten langen Show zeigte Hanyū acht seiner Wettbewerbs- und Show-Programme, einige davon in gekürzter Fassung, ergänzt durch Interviews und Videoeinspielungen. Laut eigener Auskunft wollte Hanyū mit dieser Show ausprobieren, ob er die Ausdauer für Solo-Shows habe. Die Vorbereitung sei eine ganz andere gewesen als auf einen Wettbewerb: Er sei es gewohnt, sich bei einem Programm zu verausgaben; nie zuvor habe er mehrere Programme in so kurzer Folge aufgeführt. Medienberichte hoben ebenfalls die enorme Ausdauer hervor, die das Programm erforderte, außerdem das hohe technische Niveau einschließlich mehrerer Vierfachsprünge sowie die enthusiastischen Reaktionen des Publikums in den ausverkauften Stadien.

### GIFT

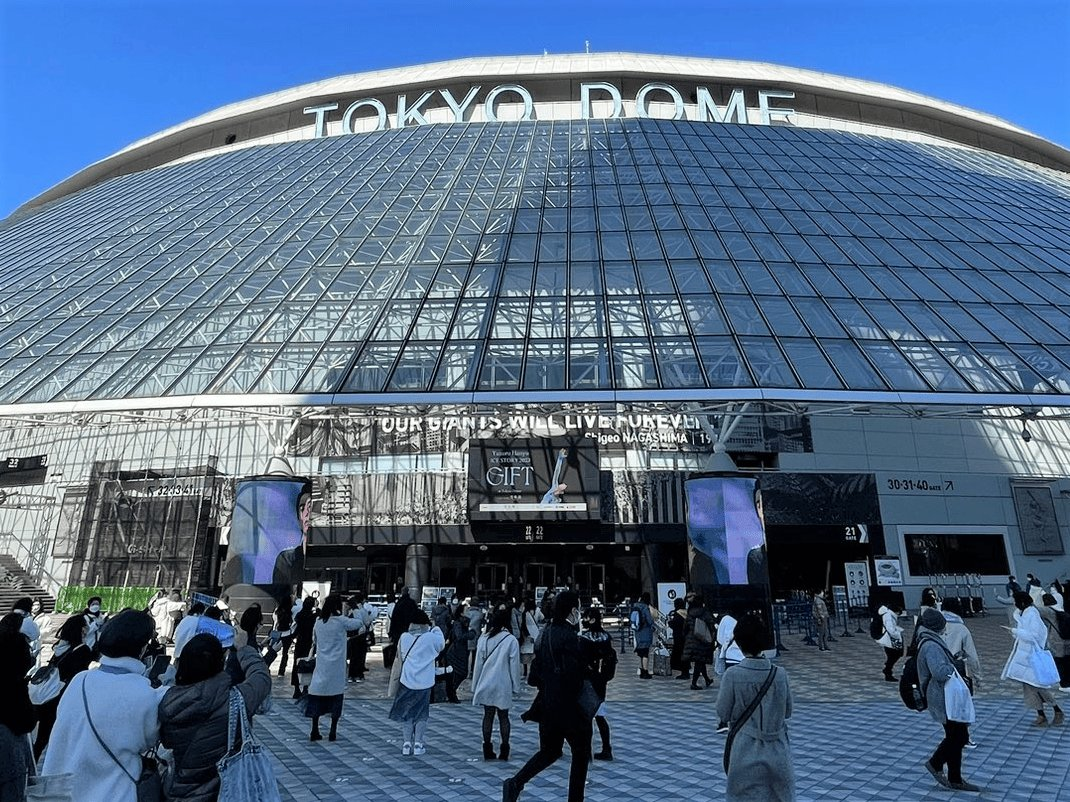
Der Tokyo Dome am Tag der Eisshow GIFT (2023)

Unter dem Titel GIFT – Ice Story 2023 zeigte Hanyū seine zweite Solo-Eisshow. Mit dem Titel wolle er sich bei allen bedanken, die ihn während seiner Zeit als Leistungssportler unterstützt haben. Die Show fand am 26. Februar 2023 im Tokyo Dome statt, einem der größten Veranstaltungsorte in Japan, vor einer Eisshow-Rekordkulisse mit 35.000 Zuschauern. Das Philharmonieorchester Tokio spielte live seine Programmmusik, darunter seine berühmte Kür Seimei und sein Kurzprogramm Introduction and Rondo Capriccioso, das er in seiner letzten Wettbewerbssaison gezeigt hatte. Hanyū stellte dazu den Wettbewerb bei den Olympischen Spielen nach und zeigte das Programm ohne den Fehler, der ihm dort durch ein Loch im Eis unterlaufen war und seine Chancen auf eine dritte olympische Medaille verringert hatte. Er sagte später dazu, er habe mit dieser Aufführung „einen Dämon austreiben“ müssen. Medienberichte werteten die Show als großen Erfolg und als ein Eiskunstlauf-Ereignis von noch nie dagewesener Reichweite. Wie zuvor Prologue wurde auch GIFT in ausgewählten Kinos gezeigt sowie online gestreamt, diesmal auch international. Nach der zunächst auf Japan begrenzten Ausstrahlung erwarb Disney+ auch die internationalen Streaming-Rechte, wo die Show seit Juli 2023 zu sehen ist.

### Notte Stellata

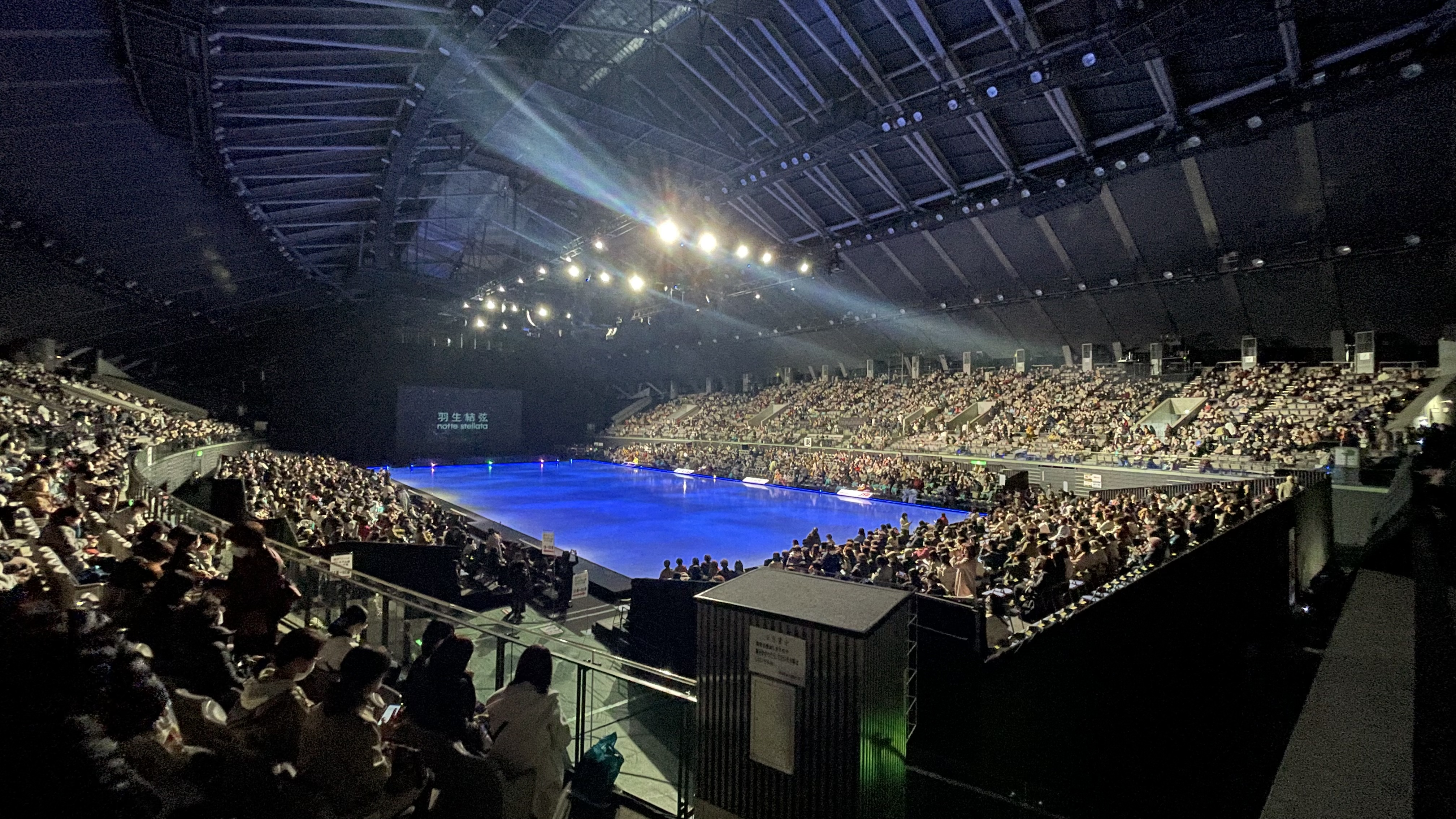
Notte Stellata (2023)

Nachdem Hanyū schon viele Male in seinen Auftritten an das Tōhoku-Erdbeben von 2011 erinnert hatte, produzierte er 2023 erstmals eine vollständige Eisshow in Gedenken an die Opfer des Erdbebens. Sie fand vom 10. bis 12. März 2023 in der Sekisui Heim Super Arena nahe Hanyūs Heimatstadt Sendai statt. Ihr Titel Notte Stellata (羽生結弦) erinnert Hanyū zufolge an die sternenklare Nacht nach dem Erdbeben. In der Show traten zahlreiche Größen des japanischen und internationalen Eiskunstlaufs auf: Satoko Miyahara, Akiko Suzuki, Keiji Tanaka, Takahito Mura, Rika Hongo, Hanyūs früherer Trainingskollege Jason Brown, seine langjährige Choreografin Shae-Lynn Bourne Turok sowie die Eis-Akrobatin Violetta Afanasieva. Besondere Aufmerksamkeit erregte die Zusammenarbeit mit dem japanischen Kunstturner und mehrmaligen Olympiasieger Kōhei Uchimura, mit dem Hanyū ein gemeinsames Programm zu Vangelis’ Conquest of Paradise aufführte.
RE_PRAY

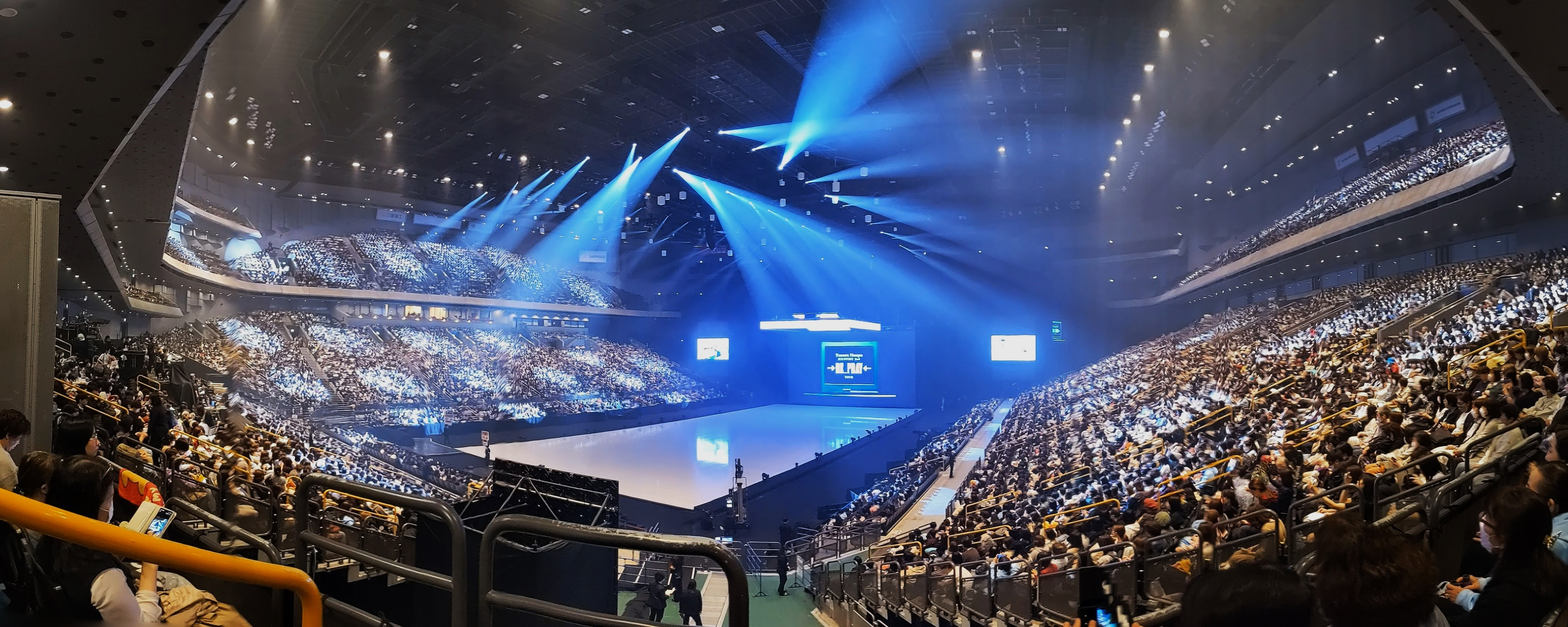
RE_PRAY in der Saitama Super Arena (2023)

Hanyūs dritte Solo-Eisshow begann am 4. und 5. November 2023 in der Saitama Super Arena. Erstmals ging Hanyū mit einer Solo-Eisshow auf Tournee und plant für 2024 Aufführungen in Saga und Yokohama. Die Show mit dem Titel Yuzuru Hanyu ICE STORY 2nd →RE_PRAY← TOUR, kurz RE_PRAY, dreht sich um Musik aus Videospielen, darunter Undertale und Final Fantasy IX. Hanyū zufolge hat die Show die Lektionen und Werte zum Thema, die Videospiele vermitteln könnten. RE_PRAY ist Hanyūs dritte Zusammenarbeit mit der Choreografin Mikiko. Die erste Show in Saitama wurde von dem Streaming-Anbieter Beyond Live international gestreamt.

## Medienpräsenz und Fankultur

### Winnie Puuh-Maskottchen und Plüschtier-Regen
Hanyūs Freund und Wegbegleiter ist die Disney-Figur Winnie Puuh. Begonnen hat die Geschichte mit einer Winnie-Puuh-Taschentuchbox, die er zu seinen ersten Wettkämpfen mitgebracht hatte. Später war ein Plüschbär bei jedem Wettbewerb dabei und saß entweder an der Bande der Eisbahn oder auf Hanyūs Schoß im Kiss & Cry.
Diese besondere Beziehung war auch den zahlreichen Fans nicht entgangen. Besonders in seiner Heimat Japan und in der Volksrepublik China erfreute sich Hanyū großer Beliebtheit und lockte Massen in die Stadien. Bei der Weltmeisterschaft 2015 in Shanghai warfen Hunderte mitgereister Fans nach seiner Kür Puuh-Plüschtiere aufs Eis. Es dauerte mehrere Minuten, bis die Blumenmädchen sämtliche Geschenke von der Eisfläche aufgesammelt hatten. Inzwischen hat der „Puuh-Regen“ Kultstatus bei Hanyūs Auftritten und die Veranstalter bereiten sich mit zusätzlichen Hilfskräften auf das Einsammeln und Sortieren der Geschenke vor. Beim Finland Grand Prix 2018 in Helsinki wurden über 1000 Plüschbären auf mehrere Wagenladungen verteilt. Auf die Frage, was Hanyū mit all den Stofftieren mache, antwortete der Japaner, er würde sie teilweise behalten, aber auch verschenken oder verschiedenen Kindergärten, Schulen und Stiftungen spenden.

“I really appreciate all the gifts. I get a lot of power from the fans' support and while I can't bring all of them back with me, I can take the energy back with me to Toronto.”

„Ich schätze wirklich all die Geschenke. Ich bekomme viel Kraft durch die Unterstützung der Fans und während ich nicht alles davon mitnehmen kann, so kann ich die Energie mit nach Toronto nehmen.“

## Auszeichnungen und Rankings

### People's Honour Award
Hanyū wurde am 2. Juli 2018 vom japanischen Premierminister, Shinzō Abe, mit dem People's Honour Award ausgezeichnet, der höchsten Auszeichnung für Sportler und Unterhaltungskünstler in Japan. Er ist die bislang jüngste Person und der einzige Wintersportler, dem dieser Preis verliehen wurde. Geehrt wurde er zum einen für die sportliche Leistung, als erster Eiskunstläufer seit 66 Jahren seinen Titel bei Olympischen Winterspielen erfolgreich zu verteidigen, zum anderen für seine historischen Weltrekorde unter dem alten Wertungssystem. Darüber hinaus wurde er als Vorbild und Hoffnungsträger der japanischen Gesellschaft gewürdigt.

### Japanische Ehrenmedaille (violettes Band)
Bereits zweimal wurde Hanyū mit der japanischen Ehrenmedaille ausgezeichnet: für seine Siege bei den Olympischen Winterspielen 2014 in Sotschi und 2018 in Pyeongchang. Er erhielt das violette Band für akademische und künstlerische Errungenschaften. Neben ihm wurden die Eiskunstläuferin Shizuka Arakawa sowie drei weitere Sportler mit dieser Medaille ausgezeichnet.

### ESPN Listen 2018
Hanyū schaffte es im Jahr der Olympischen Winterspiele 2018 in die ESPN World Fame Liste der 100 größten Namen des Sports und belegte dort Platz 70. Neben ihm wurden nur zwei weitere Wintersportler in die Liste aufgenommen: Snowboarder Shaun White und Skirennläuferin Lindsey Vonn aus den USA. Bemerkenswert ist, dass Hanyū 2018, gemessen an der Anzahl der Suchanfragen im Internet, unter den 100 populärsten Athleten rangierte. Er besitzt weder einen Social-Media-Account noch gibt es Angaben über seine Werbeeinnahmen.
Im selben Jahr belegte er Platz 11 in der ESPN Liste der 20 dominantesten Athletinnen und Athleten. Diese Liste wurde anhand der erreichten Punktzahlen, Preisgelder und sonstigen Faktoren eines Athleten in der Saison 17/18 erstellt und zu den Bestleistungen innerhalb der Sportart seit 1998 in Bezug gesetzt. Hanyū erreichte eine Dominanzrate von 1,174. Zum Vergleich: Die US-amerikanische Turnerin Simone Biles belegte mit einer Rate von 3,248 den ersten Platz.

## Weltrekorde und weitere Meilensteine

### Weltrekorde bei internationalen Wettbewerben
In seiner Karriere stellte Yuzuru Hanyū bereits neunzehn Weltrekorde auf, sechs davon unmittelbar aufeinanderfolgend bei der NHK Trophy und dem Grand-Prix-Finale im Jahr 2015. Drei Jahre später beim Finland Grand Prix in Helsinki schaffte er es erneut, Bestmarken in allen drei Segmenten zu setzen. Keinem Einzelläufer gelangen mehr Weltrekorde seit Einführung des kumulativen Wertungssystems im Jahr 2004.
Aktuell hält er den Rekord im Kurzprogramm sowie in allen drei Wettkampfsegmenten im alten Wertungssystem. Mit der Einführung des neuen +/-5-Systems wurden sämtliche Rekorde bis einschließlich zur Saison 2017/18 eingefroren und als historisch erklärt.
| Weltrekorde in der Gesamtwertung | Weltrekorde in der Gesamtwertung | Weltrekorde in der Gesamtwertung | Weltrekorde in der Gesamtwertung      | Weltrekorde in der Gesamtwertung |
| #                                | Datum                            | Punktzahl                        | Wettbewerb                            | Anmerkungen |
| -------------------------------- | -------------------------------- | -------------------------------- | ------------------------------------- | --- |
| 4                                | 23. März 2019                    | 300,97                           | Eiskunstlauf-Weltmeisterschaften 2019 | Hanyū durchbrach als erster Läufer die Schranke von 300 Punkten in der Gesamtwertung im neuen Wertungssystem. Wenige Minuten später wurde sein Rekord vom US-Amerikaner Nathan Chen mit 323,42 Punkten gebrochen. |
| 3                                | 4. November 2018                 | 297,12                           | Finland Grand Prix 2018               | Hanyū verbesserte den Weltrekord von Chen (280,57) um fast 17 Punkte. Es war sein erster Gesamtrekord im neuen +/-5-System. |
| 2                                | 12. Dezember 2015                | 330,43                           | Grand-Prix-Finale 2015                | Hanyū ist der erste und bislang einzige Läufer, der über 330 Punkte in der Gesamtwertung erzielte. Es ist das beste Gesamtergebnis unter dem +/-3-System und wurde von der ISU als historisch erklärt. |
| 1                                | 28. November 2015                | 322,40                           | NHK Trophy 2015                       | Er übertraf Patrick Chans zweijährigen Rekord vom 16. November 2013 und durchbrach als erster Läufer in der Geschichte die 300-Punkte-Marke. Darüber hinaus erzielte er als erster Läufer über 320 Punkte in der Gesamtwertung. |
| Weltrekorde im Kurzprogramm      |                                  |                                  |                                       | |
| #                                | Datum                            | Punktzahl                        | Wettbewerb                            | Anmerkungen |
| 10                               | 7. Februar 2020                  | 111,82                           | Vier-Kontinente-Meisterschaften 2020  | Zum zehnten Mal stellte Hanyū einen Weltrekord im Kurzprogramm auf. Den Rekord für die technischen Elemente schraubte er auf 63,42 Zähler. |
| 9                                | 16. November 2018                | 110,53                           | Rostelecom Cup 2018                   | Hanyū verbessere seinen Rekord innerhalb von zwei Wochen nochmal um vier Zähler. Auch im TES (62,44) und PCS (48,09) setzte er neue Höchstpunktzahlen unter dem neuen Wertungssystem. |
| 8                                | 3. November 2018                 | 106,69                           | Finland Grand Prix 2018               | Hanyūs erster Weltrekord seit Einführung des neuen +/-5-Wertungssystems. Er löste mit einer neuen Bestmarke von 106,69 Punkten Landsmann Shōma Uno ab (104,15). Gleichzeitig stellte Hanyū neue Rekorde im TES (59,09) und PCS (47,60) auf. |
| 7                                | 22. September 2017               | 112,72                           | Autumn Classic International 2017     | Neben dem Weltrekord im Kurzprogramm stellte Hanyū auch eine neue Bestmarke von 64,17 Punkten in den technischen Elementen auf. Es ist die beste Kurzprogrammwertung unter dem alten +/-3-System und wurde als historisch erklärt. |
| 6                                | 10. Dezember 2015                | 110,95                           | Grand-Prix-Finale 2015                | Hanyū erzielte als erster und bislang einziger Läufer über 110 Punkte im Kurzprogramm. Die 49,14 Punkte in den künstlerischen Komponenten sind bis heute ein Höchstwert im Kurzprogramm der Herren. |
| 5                                | 27. November 2015                | 106,33                           | NHK Trophy 2015                       | |
| 4                                | 13. Februar 2014                 | 101,45                           | Olympische Winterspiele 2014 (Einzel) | Der Japaner durchbrach als erster Läufer in der Geschichte die 100-Punkte-Barriere im Kurzprogramm. |
| 3                                | 5. Dezember 2013                 | 99,84                            | Grand-Prix-Finale 2013                | Hanyū brach Patrick Chans Rekord vom 15. November 2013. |
| 2                                | 23. November 2012                | 95,32                            | NHK Trophy 2012                       | |
| 1                                | 19. Oktober 2012                 | 95,07                            | Skate America 2012                    | Er übertraf Daisuke Takahashis Rekord im Kurzprogramm vom 19. April 2012. |
| Weltrekorde in der Kür           |                                  |                                  |                                       | |
| #                                | Datum                            | Punktzahl                        | Wettbewerb                            | Anmerkungen |
| 5                                | 23. März 2019                    | 206,10                           | Eiskunstlauf-Weltmeisterschaften 2019 | Als erster Läufer übertraf Hanyū die Marke von 200 Punkten in der Kür nach dem neuen Wertungssystem. Knapp 10 Minuten später verbesserte Nathan Chen diesen Rekord mit 216,02 Punkten. In den Komponenten stellte Hanyū einen neuen Rekord von 95,48 Punkten auf.                                                                                             |
| 4                                | 4. November 2018                 | 190,43                           | Finland Grand Prix 2018               | Hanyūs erster Kür-Rekord unter dem neuen +/-5-Wertungssystem. Er verbesserte den Höchstwert von Chen (189,99) knapp um einen halben Punkt. |
| 3                                | 1. April 2017                    | 223,20                           | Eiskunstlauf-Weltmeisterschaften 2017 | Hanyū ist der erste und bislang einzige Läufer, der über 220 Punkte in der Kür erzielte. Zudem stellte er mit 126,12 Punkten einen neuen Rekord in den technischen Elementen auf. Im März 2018 verbesserte Nathan Chen den technischen Rekord mit 127,62 Punkten. Es ist die höchste Kürwertung unter dem alten +/-3-System und wurde als historisch erklärt. |
| 2                                | 12. Dezember 2015                | 219,48                           | Grand-Prix-Finale 2015                | Neben dem Kürrekord erreichte Hanyū unter anderem auch einen neuen Höchstwert von 98,56 Punkten in den künstlerischen Komponenten, der bis heute nicht übertroffen wurde. |
| 1                                | 28. November 2015                | 216,07                           | NHK Trophy 2015                       | Er brach Patrick Chans Rekord vom 16. November 2013 und übertraf als erster Läufer in der Geschichte die 200-Punkte-Marke in der Kür. |

### Sonstige Rekorde und Weltneuheiten
Stand: 13. Juli 2020

#### Titelgewinne
- Mit dem Gewinn der Goldmedaille bei den Winterspielen 2014 in Sotschi ist Yuzuru Hanyū der erste asiatische Olympiasieger im Eiskunstlauf der Herren und der jüngste seit Dick Button 1948.
- Bei den Winterspielen 2018 in Pyeongchang gewann Hanyū als erster Läufer seit Button (1948 und 1952) zwei olympische Goldmedaillen in Folge. Seine Goldmedaille war genau die 1.000-ste, die bei Winterspielen verliehen wurde.
- Er ist der erste asiatische Läufer und der einzige seit Alexei Jagudin in 2001/02, der das „Triple“ aus Grand-Prix-Finale, Olympia und Weltmeisterschaft innerhalb einer Saison (2013/14) gewann.
- Hanyū ist der erste asiatische Läufer im Wettbewerb der Herren, der zwei Weltmeistertitel gewonnen hat (zuletzt 2017 in Helsinki).
- Mit dem Sieg beim Grand-Prix-Finale 2016 in Marseille ist Hanyū der erste und bislang einzige Einzelläufer, der vier Grand-Prix-Finals in Serie gewonnen hat.
- Mit dem Sieg bei den Vier-Kontinente-Meisterschaften 2020 komplettierte Hanyū als erster Einzelläufer der Herren den „Super Slam“ im Eiskunstlauf. Er gewann alle internationalen Junioren- (Weltmeisterschaft und Grand-Prix-Finale) und Seniorenmeisterschaften (Olympische Winterspiele, Weltmeisterschaft, Vier-Kontinente-Meisterschaften und Grand-Prix-Finale).[101]

#### Sprungelemente
- Am 30. September 2016 beim Autumn Classic International in Pierrefonds landete Hanyū als erster Läufer in der Geschichte einen vierfachen Rittberger im internationalen Wettbewerb.[102]
- Als erster Läufer landete Hanyū drei Vierfachsprünge in der zweiten Programmhälfte einer Kür, darunter die Weltneuheit Vierfach-Toeloop/Euler/Dreifach-Salchow bei der World Team Trophy 2017 in Tokio.[103]
- Beim Finland Grand Prix 2018 in Helsinki landete Hanyū als erster Läufer eine Sprungsequenz aus Vierfach-Toeloop und Dreifach-Axel in einem internationalen Wettbewerb, allerdings mit leichten Abzügen aufgrund einer unsicheren Landung.[104] Bei der Weltmeisterschaft 2019 in Saitama gelang ihm die Sequenz schließlich mit positiver Wertung (+3,12 GOE).[99]
- Beim Skate Canada Grand-Prix 2019 landete Hanyū als erster Läufer eine Kombination aus Vierfach-Toeloop/Euler/Dreifach-Flip. Gleichzeitig war es das Element mit der höchsten technischen Wertung der Geschichte (20,90 Punkte).[105]
- Erster Läufer, der bei den Olympischen Spielen den vierfachen Axel probierte. Dieser wurde als unterdreht gewertet.

## Ergebnisse

### Saisonübersicht und Platzierungen

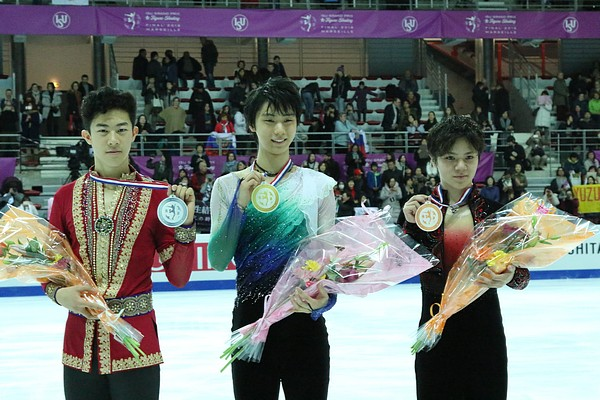
Hanyū triumphiert zum vierten Mal in Serie beim Grand-Prix-Finale 2016 und stellt damit eine neue Bestmarke auf

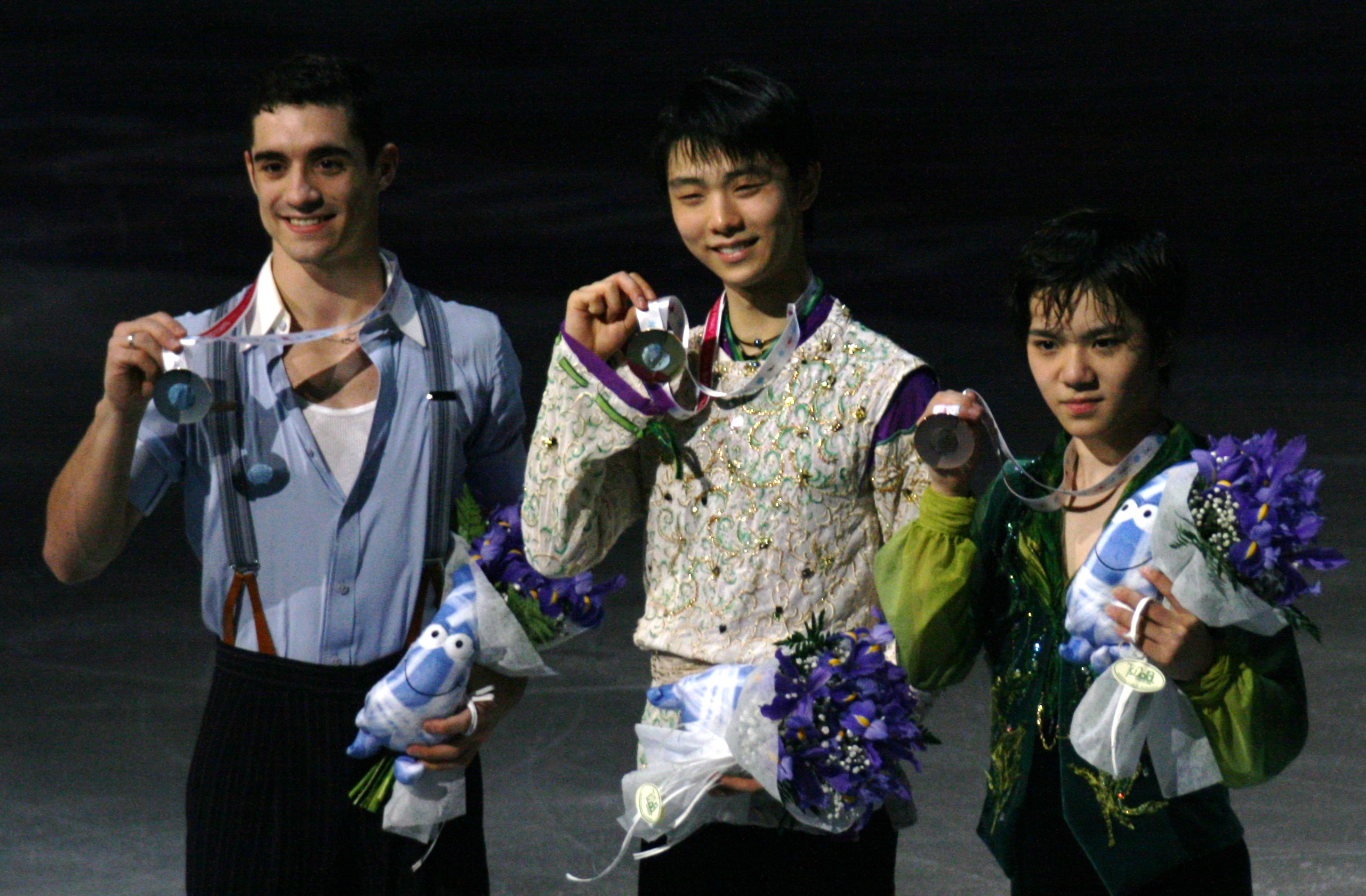
Hanyū gewinnt das Grand-Prix-Finale 2015 vor Javier Fernandez und Shoma Uno

| Meisterschaft / Saison                | 08/09 | 09/10 | 10/11 | 11/12 | 12/13 | 13/14 | 14/15 | 15/16 | 16/17 | 17/18 | 18/19 | 19/20 | 20/21 | 21/22 |
| ------------------------------------- | ----- | ----- | ----- | ----- | ----- | ----- | ----- | ----- | ----- | ----- | ----- | ----- | ----- | ----- |
| Olympische Winterspiele (Einzel)      |       |       |       |       |       | 1.    |       |       |       | 1.    |       |       |       | 4.    |
| Olympische Winterspiele (Team)        |       |       |       |       |       | 5.    |       |       |       | Z     |       |       |       |       |
| Weltmeisterschaften                   |       |       | Z     | 3.    | 4.    | 1.    | 2.    | 2.    | 1.    | Z     | 2.    |       | 3.    | Z     |
| Vier-Kontinente-Meisterschaften       |       |       | 2.    |       | 2.    |       |       |       | 2.    |       |       | 1.    |       |       |
| Juniorenweltmeisterschaften           | 12.   | 1.    |       |       |       |       |       |       |       |       |       |       |       |       |
| Japanische Meisterschaften            | 8.    | 6.    | 4.    | 3.    | 1.    | 1.    | 1.    | 1.    | Z     | Z     | Z     | 2.    | 1.    | 1.    |
| Japanische Juniorenmeisterschaften    | 1.    | 1.    |       |       |       |       |       |       |       |       |       |       |       |       |
| Grand-Prix-Wettbewerb / Saison        | 08/09 | 09/10 | 10/11 | 11/12 | 12/13 | 13/14 | 14/15 | 15/16 | 16/17 | 17/18 | 18/19 | 19/20 | 20/21 | 21/22 |
| Grand-Prix-Finale                     |       |       | NQ    | 4.    | 2.    | 1.    | 1.    | 1.    | 1.    | NQ    | Z     | 2.    |       |       |
| NHK Trophy                            |       |       | 4.    |       | 1.    |       | 4.    | 1.    | 1.    | Z     |       | 1.    |       | Z     |
| Cup of Russia                         |       |       | 7.    | 1.    |       |       |       |       |       | 2.    | 1.    |       |       | Z     |
| Cup of China                          |       |       |       | 4.    |       |       | 2.    |       |       |       |       |       |       |       |
| Skate America                         |       |       |       |       | 2.    |       |       |       |       |       |       |       |       |       |
| Skate Canada                          |       |       |       |       |       | 2.    |       | 2.    | 2.    |       |       | 1.    |       |       |
| Trophée Eric Bompard                  |       |       |       |       |       | 2.    |       |       |       |       |       |       |       |       |
| Grand Prix (Finland)                  |       |       |       |       |       |       |       |       |       |       | 1.    |       |       |       |
| Junior Grand-Prix-Wettbewerb / Saison | 08/09 | 09/10 | 10/11 | 11/12 | 12/13 | 13/14 | 14/15 | 15/16 | 16/17 | 17/18 | 18/19 | 19/20 | 20/21 | 21/22 |
| JGP Finale                            |       | 1.    |       |       |       |       |       |       |       |       |       |       |       |       |
| JGP Kroatien                          |       | 1.    |       |       |       |       |       |       |       |       |       |       |       |       |
| JGP Polen                             |       | 1.    |       |       |       |       |       |       |       |       |       |       |       |       |
| JGP Italien                           | 5th   |       |       |       |       |       |       |       |       |       |       |       |       |       |
| Sonstiger Wettbewerb / Saison         | 08/09 | 09/10 | 10/11 | 11/12 | 12/13 | 13/14 | 14/15 | 15/16 | 16/17 | 17/18 | 18/19 | 19/20 | 20/21 | 21/22 |
| World Team Trophy                     |       |       |       |       |       |       | 3.    |       | 1.    |       |       |       | 3.    |       |
| Nebelhorn Trophy                      |       |       |       | 1.    |       |       |       |       |       |       |       |       |       |       |
| Finlandia Trophy                      |       |       |       |       | 1.    | 1.    |       |       |       |       |       |       |       |       |
| Autumn Classic International          |       |       |       |       |       |       |       | 1.    | 1.    | 2.    | 1.    | 1.    |       |       |

Z = Zurückgetreten, NQ = Nicht qualifiziert

### Detaillierte Ergebnisse

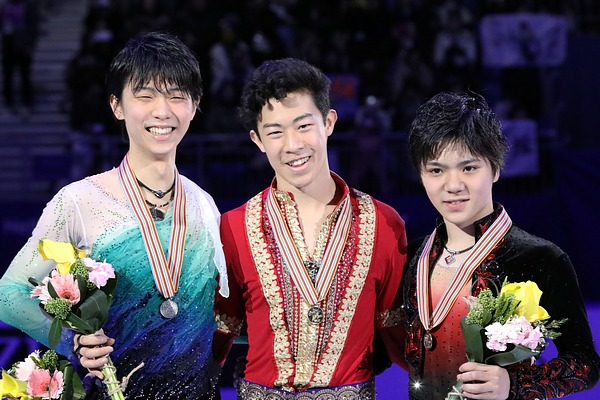
Hanyū mit Nathan Chen und Shoma Uno auf dem Podium der Vier-Kontinente-Meisterschaften 2017

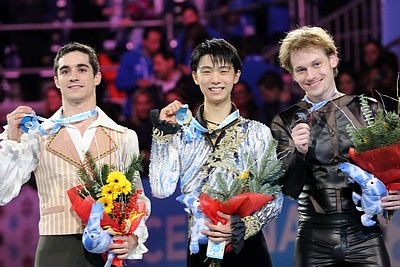
Hanyū gewinnt das Grand-Prix-Finale 2014 in Barcelona vor Javier Fernandez und Sergei Woronow

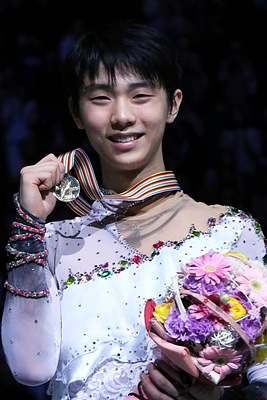
Hanyū bei den Eiskunstlauf-Weltmeisterschaften 2014

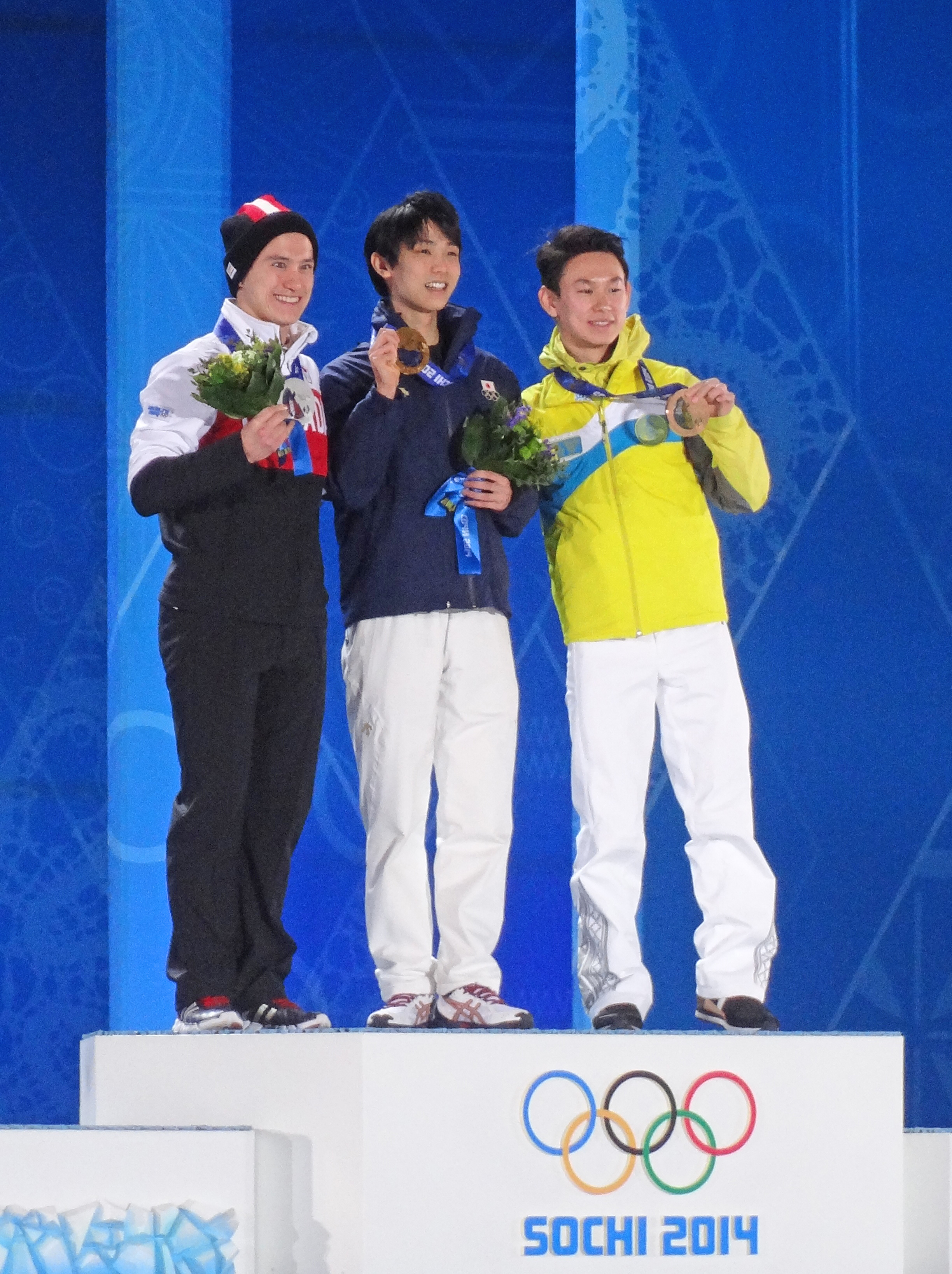
Podium bei den Olympischen Spielen 2014: Patrick Chan (Silber), Yuzuru Hanyū (Gold), Denis Ten (Bronze)

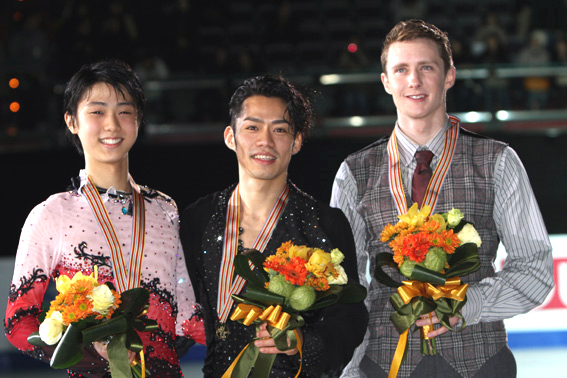
Hanyū (links) auf dem Podium bei der Vier-Kontinente-Meisterschaft 2011

In der nachfolgenden Tabelle sind die Ergebnisse aus dem Seniorenbereich gelistet. Persönliche Bestleistungen sind in Fettschrift hervorgehoben. Neu aufgestellte Weltrekorde sind zusätzlich in Kursivschrift dargestellt.
| Eiskunstlauf-Saison 2020/21                  | Eiskunstlauf-Saison 2020/21 | Eiskunstlauf-Saison 2020/21 | Eiskunstlauf-Saison 2020/21 | Eiskunstlauf-Saison 2020/21 | Eiskunstlauf-Saison 2020/21 | Eiskunstlauf-Saison 2020/21 |
| Veranstaltung                                | Kurzprogramm                | Kurzprogramm                | Kür                         | Kür                         | Gesamt                      | Gesamt                      |
| -------------------------------------------- | --------------------------- | --------------------------- | --------------------------- | --------------------------- | --------------------------- | --------------------------- |
| World Team Trophy 2021                       | 2                           | 107,12                      | 2                           | 193,76                      | 3 (2)                       | 300,88                      |
| Eiskunstlauf-Weltmeisterschaften 2021        | 1                           | 106,98                      | 4                           | 182,20                      | 3                           | 289,18                      |
| Japanische Eiskunstlauf-Meisterschaften 2020 | 1                           | 103,53                      | 1                           | 215,83                      | 1                           | 319,36                      |
| Eiskunstlauf-Saison 2019/20                  |                             |                             |                             |                             |                             |                             |
| Veranstaltung                                | Kurzprogramm                | Kurzprogramm                | Kür                         | Kür                         | Gesamt                      | Gesamt                      |
| Vier-Kontinente-Meisterschaften 2020         | 1                           | 111,82                      | 1                           | 187,60                      | 1                           | 299,42                      |
| Japanische Eiskunstlauf-Meisterschaften 2019 | 1                           | 110,72                      | 2                           | 172,05                      | 2                           | 282,77                      |
| Grand-Prix-Finale 2019/20                    | 2                           | 97,43                       | 2                           | 194,00                      | 2                           | 291,43                      |
| NHK Trophy 2019                              | 1                           | 109,34                      | 1                           | 195,71                      | 1                           | 305,05                      |
| Skate Canada 2019                            | 1                           | 109,60                      | 1                           | 212,99                      | 1                           | 322,59                      |
| Autumn Classic International 2019            | 1                           | 98,38                       | 1                           | 180,67                      | 1                           | 279,05                      |
| Eiskunstlauf-Saison 2018/19                  |                             |                             |                             |                             |                             |                             |
| Veranstaltung                                | Kurzprogramm                | Kurzprogramm                | Kür                         | Kür                         | Gesamt                      | Gesamt                      |
| Eiskunstlauf-Weltmeisterschaften 2019        | 3                           | 94,87                       | 2                           | 206,10                      | 2                           | 300,97                      |
| Rostelecom Cup 2018                          | 1                           | 110,53                      | 1                           | 167,89                      | 1                           | 278,42                      |
| Finland Grand Prix 2018                      | 1                           | 106,69                      | 1                           | 190,43                      | 1                           | 297,12                      |
| Autumn Classic International 2018            | 1                           | 97,74                       | 2                           | 165,91                      | 1                           | 263,65                      |
| Eiskunstlauf-Saison 2017/18                  |                             |                             |                             |                             |                             |                             |
| Veranstaltung                                | Kurzprogramm                | Kurzprogramm                | Kür                         | Kür                         | Gesamt                      | Gesamt                      |
| Olympische Winterspiele 2018 (Einzel)        | 1                           | 111,68                      | 2                           | 206,17                      | 1                           | 317,85                      |
| Rostelecom Cup 2017                          | 2                           | 94,85                       | 1                           | 195,92                      | 2                           | 290,77                      |
| Autumn Classic International 2017            | 1                           | 112,72                      | 5                           | 155,52                      | 2                           | 268,24                      |
| Eiskunstlauf-Saison 2016/17                  |                             |                             |                             |                             |                             |                             |
| Veranstaltung                                | Kurzprogramm                | Kurzprogramm                | Kür                         | Kür                         | Gesamt                      | Gesamt                      |
| World Team Trophy 2017                       | 7                           | 83,51                       | 1                           | 200,49                      | 1 (3)                       | 284,00                      |
| Eiskunstlauf-Weltmeisterschaften 2017        | 5                           | 98,39                       | 1                           | 223,20                      | 1                           | 321,59                      |
| Vier-Kontinente-Meisterschaften 2017         | 3                           | 97,04                       | 1                           | 206,67                      | 2                           | 303,71                      |
| Grand-Prix-Finale 2016/17                    | 1                           | 106,53                      | 3                           | 187,37                      | 1                           | 293,90                      |
| NHK Trophy 2016                              | 1                           | 103,89                      | 1                           | 197,58                      | 1                           | 301,47                      |
| Skate Canada 2016                            | 4                           | 79,65                       | 1                           | 183,41                      | 2                           | 263,06                      |
| Autumn Classic International 2016            | 1                           | 88,30                       | 1                           | 172,27                      | 1                           | 260,57                      |
| Eiskunstlauf-Saison 2015/16                  |                             |                             |                             |                             |                             |                             |
| Veranstaltung                                | Kurzprogramm                | Kurzprogramm                | Kür                         | Kür                         | Gesamt                      | Gesamt                      |
| Eiskunstlauf-Weltmeisterschaften 2016        | 1                           | 110,56                      | 2                           | 184,61                      | 2                           | 295,17                      |
| Japanische Eiskunstlauf-Meisterschaften 2015 | 1                           | 102,63                      | 1                           | 183,73                      | 1                           | 286,36                      |
| Grand-Prix-Finale 2015/16                    | 1                           | 110,95                      | 1                           | 219,48                      | 1                           | 330,43                      |
| NHK Trophy 2015                              | 1                           | 106,33                      | 1                           | 216,07                      | 1                           | 322,40                      |
| Skate Canada 2015                            | 6                           | 73,25                       | 2                           | 186,29                      | 2                           | 259,54                      |
| Autumn Classic International 2015            | 1                           | 93,14                       | 1                           | 184,05                      | 1                           | 277,19                      |
| Eiskunstlauf-Saison 2014/15                  |                             |                             |                             |                             |                             |                             |
| Veranstaltung                                | Kurzprogramm                | Kurzprogramm                | Kür                         | Kür                         | Gesamt                      | Gesamt                      |
| World Team Trophy 2015                       | 1                           | 96,27                       | 1                           | 192,31                      | 3 (1)                       | 288,58                      |
| Eiskunstlauf-Weltmeisterschaften 2015        | 1                           | 95,20                       | 3                           | 175,88                      | 2                           | 271,08                      |
| Japanische Eiskunstlauf-Meisterschaften 2014 | 1                           | 94,36                       | 1                           | 192,50                      | 1                           | 286,86                      |
| Grand-Prix-Finale 2014/15                    | 1                           | 94,08                       | 1                           | 194,08                      | 1                           | 288,16                      |
| NHK Trophy 2014                              | 5                           | 78,01                       | 3                           | 151,79                      | 4                           | 229,80                      |
| Cup of China 2014                            | 2                           | 82,95                       | 2                           | 154,60                      | 2                           | 237,55                      |
| Eiskunstlauf-Saison 2013/14                  |                             |                             |                             |                             |                             |                             |
| Veranstaltung                                | Kurzprogramm                | Kurzprogramm                | Kür                         | Kür                         | Gesamt                      | Gesamt                      |
| Eiskunstlauf-Weltmeisterschaften 2014        | 3                           | 91,24                       | 1                           | 191,35                      | 1                           | 282,59                      |
| Olympische Winterspiele 2014 (Einzel)        | 1                           | 101,45                      | 1                           | 178,64                      | 1                           | 280,09                      |
| Olympische Winterspiele 2014 (Team)          | 1                           | 97,98                       | –                           | –                           | 5                           | –                           |
| Japanische Eiskunstlauf-Meisterschaften 2013 | 1                           | 103,10                      | 1                           | 194,70                      | 1                           | 297,80                      |
| Grand-Prix-Finale 2013/14                    | 1                           | 99,84                       | 1                           | 193,41                      | 1                           | 293,25                      |
| Trophée Eric Bompard 2013                    | 2                           | 95,37                       | 2                           | 168,22                      | 2                           | 263,59                      |
| Skate Canada 2013                            | 3                           | 80,40                       | 2                           | 154,40                      | 2                           | 234,80                      |
| Finlandia Trophy 2013                        | 1                           | 84,66                       | 1                           | 180,93                      | 1                           | 265,59                      |
| Eiskunstlauf-Saison 2012/13                  |                             |                             |                             |                             |                             |                             |
| Veranstaltung                                | Kurzprogramm                | Kurzprogramm                | Kür                         | Kür                         | Gesamt                      | Gesamt                      |
| Eiskunstlauf-Weltmeisterschaften 2013        | 9                           | 75,94                       | 3                           | 169,05                      | 4                           | 244,99                      |
| Vier-Kontinente-Meisterschaften 2013         | 1                           | 87,65                       | 3                           | 158,73                      | 2                           | 246,38                      |
| Japanische Eiskunstlauf-Meisterschaften 2012 | 1                           | 97,68                       | 2                           | 187,55                      | 1                           | 285,23                      |
| Grand-Prix-Finale 2012/13                    | 3                           | 87,17                       | 2                           | 177,12                      | 2                           | 264,29                      |
| NHK Trophy 2012                              | 1                           | 95,32                       | 1                           | 165,71                      | 1                           | 261,03                      |
| Skate America 2012                           | 1                           | 95,07                       | 3                           | 148,67                      | 2                           | 243,74                      |
| Finlandia Trophy 2012                        | 2                           | 75,57                       | 1                           | 172,56                      | 1                           | 248,13                      |
| Eiskunstlauf-Saison 2011/12                  |                             |                             |                             |                             |                             |                             |
| Veranstaltung                                | Kurzprogramm                | Kurzprogramm                | Kür                         | Kür                         | Gesamt                      | Gesamt                      |
| Eiskunstlauf-Weltmeisterschaften 2012        | 7                           | 77,07                       | 2                           | 173,99                      | 3                           | 251,06                      |
| Japanische Eiskunstlauf-Meisterschaften 2011 | 4                           | 74,32                       | 1                           | 167,59                      | 3                           | 241,91                      |
| Grand-Prix-Finale 2011/12                    | 4                           | 79,33                       | 3                           | 166,49                      | 4                           | 245,82                      |
| Rostelekom Cup 2011                          | 2                           | 82,78                       | 2                           | 158,88                      | 1                           | 241,66                      |
| Cup of China 2011                            | 2                           | 81,37                       | 4                           | 145,16                      | 4                           | 226,53                      |
| Nebelhorn Trophy 2011                        | 1                           | 75,26                       | 1                           | 151,00                      | 1                           | 226,26                      |
| Eiskunstlauf-Saison 2010/11                  |                             |                             |                             |                             |                             |                             |
| Veranstaltung                                | Kurzprogramm                | Kurzprogramm                | Kür                         | Kür                         | Gesamt                      | Gesamt                      |
| Vier-Kontinente-Meisterschaften 2011         | 3                           | 76,43                       | 3                           | 151,58                      | 2                           | 228,01                      |
| Japanische Eiskunstlauf-Meisterschaften 2010 | 2                           | 78,94                       | 4                           | 141,12                      | 4                           | 220,06                      |
| Rostelekom Cup 2010                          | 6                           | 70,24                       | 6                           | 132,42                      | 7                           | 202,66                      |
| NHK Trophy 2010                              | 5                           | 69,31                       | 4                           | 138,41                      | 4                           | 207,72                      |

## Programme
| Saison  | Kurzprogramm | Kür | Gala (Exhibition) |
| ------- | --- | --- | --- |
| 2021/22 | Introduction et Rondo capriccioso Komponist: Camille Saint-Saëns Interpret: Shinya Kiyozuka Choreographie: Jeffrey Buttle            | Heaven and Earth (Ten to chi to) Komponist: Isao Tomita Choreographie: Shae-Lynn Bourne                                            | Haru yo, koi Komponist: Yumi Matsutōya Interpret: Shinya Kiyozuka Choreographie: David Wilson |

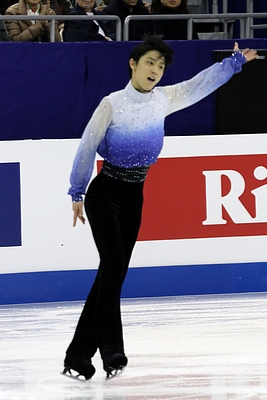
Hanyū mit Chopins Ballade Nr. 1 bei der Weltmeisterschaft 2015

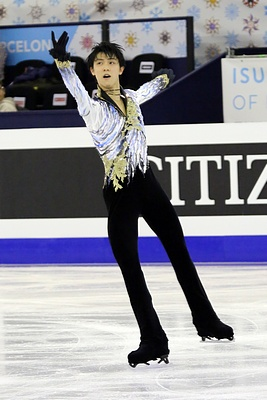
Hanyū läuft zu Phantom der Oper beim Grand-Prix-Finale 2014

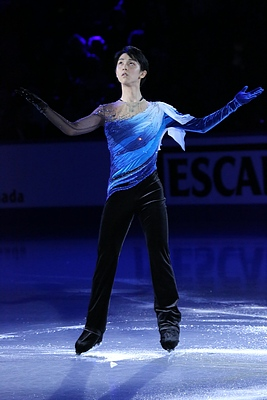
Hanyū bei der Exhibition-Gala des Skate-Canada-Turniers 2013

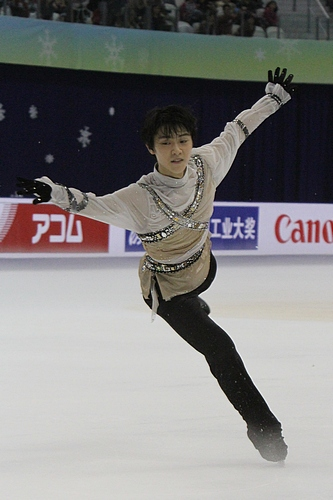
Hanyū zeigt eine Kür zum Romeo-und-Julia-Medley beim Cup of China 2011

| 2020/21 | Let me entertain you Interpret: Robbie Williams Choreographie: Jeffrey Buttle                                                        | Heaven and Earth (Ten to chi to) Komponist: Isao Tomita Choreographie: Shae-Lynn Bourne                                            | Let’s Go Crazy Interpret: Prince Choreographie: Jeffrey Buttle Hana wa Saku Interpret: Fumiya Sashida Choreographie: Nanami Abe Haru yo, koi Komponist: Yumi Matsutōya Interpret: Shinya Kiyozuka Choreographie: David Wilson |
| 2019/20 | Ballade Nr. 1 Komponist: Frédéric Chopin Choreographie: Jeffrey Buttle *Programmwechsel bei den Vier-Kontinente-Meisterschaften 2020 | Seimei Komponist: Shigeru Umebayashi Choreographie: Shae-Lynn Bourne *Programmwechsel bei den Vier-Kontinente-Meisterschaften 2020 | Hope and Legacy: - View of Silence - Asian Dream Song Komponist: Joe Hisaishi Choreographie: Shae-Lynn Bourne Seimei Komponist: Shigeru Umebayashi Choreographie: Shae-Lynn Bourne Notte stellata (The Swan) Komponisten: Tony Renis, Camille Saint-Saëns Interpret: Il Volo Choreographie: David Wilson Haru yo, koi Komponist: Yumi Matsutōya Interpret: Shinya Kiyozuka Choreographie: David Wilson Parisienne Walkways Komponist: Gary Moore Choreographie: Jeffrey Buttle                                                       |
| 2019/20 | Otoñal Komponist: Raúl Di Blasio Choreographie: Jeffrey Buttle                                                                       | Origin: - Art on Ice - Magic Stradivarius Komponist: Edvin Marton Choreographie: Shae-Lynn Bourne                                  | Hope and Legacy: - View of Silence - Asian Dream Song Komponist: Joe Hisaishi Choreographie: Shae-Lynn Bourne Seimei Komponist: Shigeru Umebayashi Choreographie: Shae-Lynn Bourne Notte stellata (The Swan) Komponisten: Tony Renis, Camille Saint-Saëns Interpret: Il Volo Choreographie: David Wilson Haru yo, koi Komponist: Yumi Matsutōya Interpret: Shinya Kiyozuka Choreographie: David Wilson Parisienne Walkways Komponist: Gary Moore Choreographie: Jeffrey Buttle                                                       |
| 2018/19 | Otoñal Komponist: Raúl Di Blasio Choreographie: Jeffrey Buttle                                                                       | Origin: - Art on Ice - Magic Stradivarius Komponist: Edvin Marton Choreographie: Shae-Lynn Bourne                                  | Masquerade Interpret: ToshI Choreographie: Shae-Lynn Bourne Crystal Memories Interpret: ToshI Choreographie: David Wilson Haru yo, koi Komponist: Yumi Matsutōya Interpret: Shinya Kiyozuka Choreographie: David Wilson |
| 2017/18 | Ballade Nr. 1 Komponist: Frédéric Chopin Choreographie: Jeffrey Buttle                                                               | Seimei Komponist: Shigeru Umebayashi Choreographie: Shae-Lynn Bourne                                                               | Haru yo, Koi Komponist: Yumi Matsutōya Interpret: Shinya Kiyozuka Choreographie: David Wilson Hope and Legacy: - View of Silence - Asian Dream Song Komponist: Joe Hisaishi Choreographie: Shae-Lynn Bourne Wings of Words Komponisten: Yukinojo Mori, Yoko Kasinagaya, Naohisa Taniguchi Interpret: Chemistry Notte stellata (The Swan) Komponisten: Tony Renis, Camille Saint-Saëns Interpret: Il Volo Choreographie: David Wilson                                                                                                 |
| 2016/17 | Let’s Go Crazy Interpret: Prince Choreographie: Jeffrey Buttle                                                                       | Hope and Legacy: - View of Silence - Asian Dream Song Komponist: Joe Hisaishi Choreographie: Shae-Lynn Bourne                      | Notte stellata (The Swan) Komponisten: Tony Renis, Camille Saint-Saëns Interpret: Il Volo Choreographie: David Wilson |
| 2015/16 | Ballade Nr. 1 Komponist: Frédéric Chopin Choreographie: Jeffrey Buttle                                                               | Seimei Komponist: Shigeru Umebayashi Choreographie: Shae-Lynn Bourne                                                               | The Final Time Traveler Interpret: Sarah Alainn Choreographie: Kenji Miyamoto Hana wa Saku Interpret: Fumiya Sashida Choreographie: Nanami Abe Requiem of Heaven and Earth Komponist: Yasunobu Matsuo Choreographie: Kenji Miyamoto |
| 2014/15 | Ballade Nr. 1 Komponist: Frédéric Chopin Choreographie: Jeffrey Buttle                                                               | Das Phantom der Oper Komponist: Andrew Lloyd Webber Choreographie: Shae-Lynn Bourne                                                | Hello, I Love You Interpret: The Doors (Adam-Freeland-Remix) Choreographie: Kurt Browning Believe Interpret: Che'Nelle Choreographie: Kenji Miyamoto Vertigo Interpret: U2 Choreographie: Nanami Abe Parisienne Walkways Komponist: Gary Moore Choreographie: Jeffrey Buttle The Final Time Traveler Interpret: Sarah Alainn Choreographie: Kenji Miyamoto Hana wa Saku Interpret: Fumiya Sashida Choreographie: Nanami Abe |
| 2013/14 | Parisienne Walkways Komponist: Gary Moore Choreographie: Jeffrey Buttle                                                              | Romeo und Julia Komponist: Nino Rota Choreographie: David Wilson                                                                   | Hana ni Nare Interpret: Fumiya Sashida Choreographie: Kenji Miyamoto Romeo-und-Julia-Medley: - Kissing You Interpret: Des'ree - Escape Komponist: Craig Armstrong Choreographie: Nanami Abe White Legend (Schwanensee) Komponist: Pyotr Ilyich Tchaikovsky Interpret: Ikuko Kawai Choreographie: Nanami Abe Story Interpret: Ai Choreographie: Kenji Miyamoto Notre Dame de Paris Komponist: Riccardo Cocciante Choreographie: David Wilson Etüde in dis-Moll, Op. 8, Nr. 12 Komponist: Alexander Skrjabin Choreographie: Nanami Abe |
| 2012/13 | Parisienne Walkways Komponist: Gary Moore Choreographie: Jeffrey Buttle                                                              | Notre Dame de Paris Komponist: Riccardo Cocciante Choreographie: David Wilson                                                      | Hana ni Nare Interpret: Fumiya Sashida Choreographie: Kenji Miyamoto Hello, I Love You Interpret: The Doors (Adam-Freeland-Remix) Choreographie: Kurt Browning |
| 2011/12 | Etüde in dis-Moll, Op. 8, Nr. 12 Komponist: Alexander Skrjabin Choreographie: Nanami Abe                                             | Romeo und Julia: - O Verona - Kissing You - Escape Komponist: Craig Armstrong Interpret: Des'ree Choreographie: Nanami Abe         | White Legend (Schwanensee) Komponist: Pyotr Ilyich Tchaikovsky Interpret: Ikuko Kawai Choreographie: Nanami Abe Somebody to Love Interpret: Justin Bieber Choreographie: Nanami Abe |
| 2010/11 | White Legend (Schwanensee) Komponist: Pyotr Ilyich Tchaikovsky Interpret: Ikuko Kawai Choreographie: Nanami Abe                      | Zigeunerweisen Komponist: Pablo de Sarasate Choreographie: Nanami Abe                                                              | Vertigo Interpret: U2 Choreographie: Nanami Abe |